# Big Brother Brasil 25
O Big Brother Brasil 25 foi a vigésima quinta temporada do reality show brasileiro Big Brother Brasil, exibida pela TV Globo entre 13 de janeiro e 22 de abril de 2025. Esta edição foi apresentada pelo jornalista Tadeu Schmidt, com direção de gênero de Rodrigo Dourado (que substitui Boninho) e direção geral de Angélica Campos e Mário Marcondes.
Essa temporada teve 100 dias de confinamento, empatada com as temporadas desde a 21ª até a 24ª como as edições mais longas já exibidas do reality show. Foi a sexta edição consecutiva a apresentar uma mescla de confinados anônimos e famosos como participantes do programa, mas adotando o sistema de duplas na primeira fase, apesar de ser premiado apenas um campeão.
A edição terminou com a vitória da professora de dança Renata Saldanha, que recebeu 51,90% dos votos, faturando o prêmio máximo de R$ 2,72 milhões sem desconto de impostos. A temporada ficou marcada pela disparidade entre o voto único (uso de CPF) e o voto da torcida (uso de contas globo para votações ilimitadas), que influenciou no resultado de alguns paredões e até mesmo na grande final, onde Guilherme Vilar chegou a ter mais votos que Renata na primeira categoria (voto único). Foi também a segunda edição seguida a ter apenas anônimos na final. Além disso, se tornou a edição menos assistida da história do programa, fechando com 16,1 pontos de média geral, superando o Big Brother Brasil 23, que detinha a marca.

## Exibição
O programa foi exibido diariamente pela TV Globo em sinal aberto e pelo Multishow em TV por assinatura, tendo nesse último flashes ao vivo de uma hora após o encerramento das edições pela televisão aberta. A transmissão também foi realizada em pay-per-view (PPV), com câmeras filmando integralmente a rotina dos participantes, sendo veiculado exclusivamente no Globoplay para os assinantes da Globo.com. É a primeira temporada a não contar com a transmissão das operadoras de TV paga, encerrando o serviço após 23 anos de distribuição.

## O jogo

### Seleção dos participantes
As inscrições para o Big Brother Brasil 25 foram abertas em 15 de abril de 2024, durante a transmissão do Big Brother Brasil 24, com vagas divididas por regiões do Brasil, trazendo como novidade o esquema de duplas, podendo ser usado amigo, familiar, namorado ou cônjuge.
A dinâmica da edição seguiu o modelo introduzido no Big Brother Brasil 20, misturando participantes em dois grupos: Pipoca (anônimos inscritos) e Camarote (famosos convidados).

### Duplas
A lista com 22 participantes oficiais foi divulgada no dia 9 de janeiro de 2025, durante os intervalos da programação da TV Globo e no portal gshow. As duplas funcionam como se fossem um único participante, ganhando provas do Líder e Anjo, além das indicações e eliminações no Paredão. O formato, no entanto, foi válido apenas na primeira fase do jogo, com os participantes se separando na segunda fase, retornando ao formato tradicional de todos contra todos.
| Grupo    | Participantes | Participantes | Laço          |
| -------- | ------------- | ------------- | ------------- |
| Pipoca   | Aline         | Vinícius      | Amigos        |
| Pipoca   | Arleane       | Marcelo       | Casal         |
| Pipoca   | Camilla       | Thamiris      | Irmãs         |
| Camarote | Daniele       | Diego         | Irmãos        |
| Camarote | Diogo         | Vilma         | Mãe e filho   |
| Pipoca   | Edilberto     | Raissa        | Pai e filha   |
| Pipoca   | Eva           | Renata        | Amigas        |
| Pipoca   | Gabriel       | Maike         | Amigos        |
| Camarote | Giovanna      | Gracyanne     | Irmãs         |
| Pipoca   | Guilherme     | Joselma       | Genro e sogra |
| Pipoca   | João Gabriel  | João Pedro    | Irmãos gêmeos |
| Camarote | Mateus        | Vitória       | Amigos        |

### Sistema de votação
O sistema de votação segue sendo o mesmo da temporada anterior. Além dos votos online ilimitados, nomeado "Voto da Torcida", os telespectadores têm a opção de votar em uma plataforma separada, utilizando seu CPF para um voto único por votação. Ambos os sistemas contribuem com uma média ponderada de 50% no resultado final.
Na primeira fase do jogo, os votos são para eliminar as duplas indicadas ao Paredão, sendo eliminada a dupla com mais votos. Na segunda fase, o sistema de votação volta ao formato anterior, no qual o público vota para eliminar apenas um participante.
| Semana | Semana          | Participante        | Voto   | Voto    | Média  | Ref.   |  |
| Semana | Semana          | Participante        | Único  | Torcida | Média  | Ref.   |  |
| ------ | --------------- | ------------------- | ------ | ------- | ------ | ------ |  |
| 0      | 0               | Cléber & Joseane    | 12,12% | 15,36%  | 13,74% | [ 19 ] |  |
| 0      | 0               | Guilherme & Joselma | 68,30% | 64,49%  | 66,40% | [ 19 ] |  |
| 0      | 0               | Nicole & Paula      | 19,58% | 20,15%  | 19,86% | [ 19 ] |  |
|        |                 |                     |        |         |        |        |  |
| 1      | 1               | Arleane & Marcelo   | 56,75% | 55,13%  | 55,95% | [ 20 ] |  |
| 1      | 1               | Diogo & Vilma       | 32,80% | 39,21%  | 36%    | [ 20 ] |  |
| 1      | 1               | Edilberto & Raissa  | 10,45% | 5,66%   | 8,05%  | [ 20 ] |  |
|        |                 |                     |        |         |        |        |  |
| 2      | 2               | Daniele & Diego     | 9,12%  | 2,46%   | 5,79%  | [ 21 ] |  |
| 2      | 2               | Edilberto & Raissa  | 48,21% | 53,20%  | 50,70% | [ 21 ] |  |
| 2      | 2               | Mateus & Vitória    | 42,67% | 44,34%  | 43,51% | [ 21 ] |  |
|        |                 |                     |        |         |        |        |  |
| 3      | 3               | Daniele             | 18,56% | 15,59%  | 17,07% | [ 22 ] |  |
| 3      | 3               | Diego               | 6,47%  | 2,46%   | 4,46%  | [ 22 ] |  |
| 3      | 3               | Giovanna            | 52,68% | 52,52%  | 52,61% | [ 22 ] |  |
| 3      | 3               | Gracyanne           | 22,29% | 29,43%  | 25,86% | [ 22 ] |  |
|        |                 |                     |        |         |        |        |  |
| 4      | 4               | Aline               | 11,86% | 4,76%   | 8,31%  | [ 23 ] |  |
| 4      | 4               | Gabriel             | 52,38% | 45,24%  | 48,81% | [ 23 ] |  |
| 4      | 4               | Vitória             | 35,76% | 50%     | 42,88% | [ 23 ] |  |
|        |                 |                     |        |         |        |        |  |
| 5      | 5               | Aline               | 24,92% | 24,33%  | 24,63% | [ 24 ] |  |
| 5      | 5               | Guilherme           | 10,67% | 9,47%   | 10,07% | [ 24 ] |  |
| 5      | 5               | Mateus              | 64,41% | 66,20%  | 65,30% | [ 24 ] |  |
|        |                 |                     |        |         |        |        |  |
| 6      | 6               | Diogo               | 45,35% | 42,50%  | 43,93% | [ 25 ] |  |
| 6      | 6               | Vilma               | 30,39% | 16,54%  | 23,46% | [ 25 ] |  |
| 6      | 6               | Vitória             | 24,26% | 40,96%  | 32,61% | [ 25 ] |  |
|        |                 |                     |        |         |        |        |  |
| 7      | 7               | Camilla             | 93,31% | 96,03%  | 94,67% | [ 26 ] |  |
| 7      | 7               | Renata              | 3,31%  | 2,16%   | 2,74%  | [ 26 ] |  |
| 7      | 7               | Vilma               | 3,38%  | 1,81%   | 2,59%  | [ 26 ] |  |
|        |                 |                     |        |         |        |        |  |
| 8      | 8               | Aline               | 33%    | 38,93%  | 35,97% | [ 27 ] |  |
| 8      | 8               | Thamiris            | 63,83% | 59,64%  | 61,73% | [ 27 ] |  |
| 8      | 8               | Vinícius            | 3,17%  | 1,43%   | 2,30%  | [ 27 ] |  |
|        |                 |                     |        |         |        |        |  |
| 9      | 9               | Daniele             | 7,79%  | 2,24%   | 5,02%  | [ 28 ] |  |
| 9      | 9               | Eva                 | 45,73% | 41,47%  | 43,60% | [ 28 ] |  |
| 9      | 9               | Gracyanne           | 46,48% | 56,29%  | 51,38% | [ 28 ] |  |
|        |                 |                     |        |         |        |        |  |
| 10     | 10              | Aline               | 45,10% | 58,36%  | 51,73% | [ 29 ] |  |
| 10     | 10              | Diego               | 1,58%  | 0,28%   | 0,93%  | [ 29 ] |  |
| 10     | 10              | Maike               | 53,32% | 41,36%  | 47,34% | [ 29 ] |  |
|        |                 |                     |        |         |        |        |  |
| 11     | Dia 77          | Eva                 | 58,60% | 44,10%  | 51,35% | [ 30 ] |  |
| 11     | Dia 77          | Joselma             | 6,89%  | 1,36%   | 4,13%  | [ 30 ] |  |
| 11     | Dia 77          | Vinícius            | 34,51% | 54,54%  | 44,52% | [ 30 ] |  |
| 11     |                 |                     |        |         |        |        |  |
| 11     | Dia 79          | Diego               | 2,29%  | 0,51%   | 1,40%  | [ 31 ] |  |
| 11     | Dia 79          | Vilma               | 63,30% | 54,52%  | 58,91% | [ 31 ] |  |
| 11     | Dia 79          | Vinícius            | 34,41% | 44,97%  | 39,69% | [ 31 ] |  |
|        |                 |                     |        |         |        |        |  |
| 12     | Dia 84          | Daniele             | 45,04% | 55,70%  | 50,37% | [ 32 ] |  |
| 12     | Dia 84          | João Pedro          | 48,88% | 41,87%  | 45,38% | [ 32 ] |  |
| 12     | Dia 84          | Maike               | 6,08%  | 2,43%   | 4,25%  | [ 32 ] |  |
| 12     |                 |                     |        |         |        |        |  |
| 12     | Dia 86          | Diego               | 38,92% | 52,60%  | 45,76% | [ 33 ] |  |
| 12     | Dia 86          | João Gabriel        | 57,82% | 46,07%  | 51,95% | [ 33 ] |  |
| 12     | Dia 86          | Vitória             | 3,26%  | 1,33%   | 2,29%  | [ 33 ] |  |
|        |                 |                     |        |         |        |        |  |
| 13     | Dia 88          | Maike               | 54,37% | 43,87%  | 49,12% | [ 34 ] |  |
| 13     | Dia 88          | Renata              | 4,81%  | 0,92%   | 2,86%  | [ 34 ] |  |
| 13     | Dia 88          | Vinícius            | 40,82% | 55,21%  | 48,02% | [ 34 ] |  |
| 13     |                 |                     |        |         |        |        |  |
| 13     | Dia 91          | Renata              | 52,64% | 39,83%  | 46,23% | [ 35 ] |  |
| 13     | Dia 91          | Vinícius            | 45,55% | 59,81%  | 52,69% | [ 35 ] |  |
| 13     | Dia 91          | Vitória             | 1,81%  | 0,36%   | 1,08%  | [ 35 ] |  |
| 13     |                 |                     |        |         |        |        |  |
| 13     | Dia 93          | Guilherme           | 2,98%  | 1,87%   | 2,42%  | [ 36 ] |  |
| 13     | Dia 93          | Joselma             | 58,81% | 75,55%  | 67,19% | [ 36 ] |  |
| 13     | Dia 93          | Renata              | 38,21% | 22,58%  | 30,39% | [ 36 ] |  |
|        |                 |                     |        |         |        |        |  |
| 14     | Dia 95          | Diego               | 52,35% | 67,19%  | 59,77% | [ 37 ] |  |
| 14     | Dia 95          | Renata              | 46,09% | 32,43%  | 39,26% | [ 37 ] |  |
| 14     | Dia 95          | Vitória             | 1,56%  | 0,38%   | 0,97%  | [ 37 ] |  |
| 14     |                 |                     |        |         |        |        |  |
| 14     | Dia 98          | João Pedro          | 41,42% | 36,42%  | 38,92% | [ 38 ] |  |
| 14     | Dia 98          | Renata              | 10,24% | 2,88%   | 6,56%  | [ 38 ] |  |
| 14     | Dia 98          | Vitória             | 48,34% | 60,70%  | 54,52% | [ 38 ] |  |
| 14     |                 |                     |        |         |        |        |  |
| 14     | Dia 100 (Final) | Guilherme           | 51,40% | 35,37%  | 43,38% | [ 39 ] |  |
| 14     | Dia 100 (Final) | João Pedro          | 6,22%  | 3,22%   | 4,72%  | [ 39 ] |  |
| 14     | Dia 100 (Final) | Renata              | 42,38% | 61,41%  | 51,90% | [ 39 ] |  |

### A Casa
A 25ª temporada usou como tema os 60 anos da TV Globo, tendo cômodos trazendo referências aos principais produtos da casa.

### Mudança do prêmio ao longo da temporada
Assim como na temporada anterior, o valor do prêmio ficará indeterminado até ás vésperas da grande final. A contagem começa em R$2.500.000, tendo seu valor alterado dependendo das escolhas dos participantes, ocorrendo em semanas alteradas ao longo da temporada.
Em algumas das semanas do jogo, um participante escolhido pelo eliminado anterior precisa tomar uma decisão que pode somar dinheiro ao prêmio final ou aplicar uma consequência na casa.
| Semana      | Saldo inicial | Paredão            | Escolhido                 | Saldo oferecido | Dilema | Saldo adicionado | Consequência | Prêmio atual | Ref.   |
| ----------- | ------------- | ------------------ | ------------------------- | --------------- | --- | ---------------- | --- | ------------ | ------ |
| 1           | R$ 2.500.000  | Arleane & Marcelo  | Giovanna & Gracyanne      | R$ 30.000       | Devem tomar a decisão de ficar com o dinheiro para a dupla (R$ 15.000 para cada) ou somar o valor total ao prêmio. Caso peguem o dinheiro, terão que escolher quatro duplas para ficarem grudadas. | R$ 30.000        | (nenhum) | R$ 2.530.000 | [ 40 ] |
| 1           | R$ 2.500.000  | Diogo & Vilma      | Eva & Renata              | R$ 30.000       | Devem tomar a decisão de ficar com o dinheiro para a dupla (R$ 15.000 para cada) ou somar o valor total ao prêmio. Caso peguem o dinheiro, terão que escolher quatro duplas para ficarem grudadas. | R$ 30.000        | (nenhum) | R$ 2.530.000 | [ 40 ] |
| 1           | R$ 2.500.000  | Edilberto & Raissa | João Gabriel & João Pedro | R$ 30.000       | Devem tomar a decisão de ficar com o dinheiro para a dupla (R$ 15.000 para cada) ou somar o valor total ao prêmio. Caso peguem o dinheiro, terão que escolher quatro duplas para ficarem grudadas. | R$ 30.000        | (nenhum) | R$ 2.530.000 | [ 40 ] |
| 3¹,2        | R$ 2.530.000  | Daniele            | Guilherme & Joselma       | R$ 70.000       | Devem tomar a decisão de ficar com o dinheiro para a dupla (R$ 35.000 para cada) ou somar o valor total ao prêmio. Caso peguem o dinheiro, terão que escolher um quarto para ficar trancado por tempo indeterminado. | R$ 0             | O quarto Anos 50 foi fechado por tempo indeterminado. | R$ 2.530.000 | [ 41 ] |
| 3¹,2        | R$ 2.530.000  | Diego              | Guilherme & Joselma       | R$ 70.000       | Devem tomar a decisão de ficar com o dinheiro para a dupla (R$ 35.000 para cada) ou somar o valor total ao prêmio. Caso peguem o dinheiro, terão que escolher um quarto para ficar trancado por tempo indeterminado. | R$ 0             | O quarto Anos 50 foi fechado por tempo indeterminado. | R$ 2.530.000 | [ 41 ] |
| 3¹,2        | R$ 2.530.000  | Giovanna           | Camilla & Thamiris        | R$ 70.000       | Devem tomar a decisão de ficar com o dinheiro para a dupla (R$ 35.000 para cada) ou somar o valor total ao prêmio. Caso peguem o dinheiro, terão que escolher um quarto para ficar trancado por tempo indeterminado. | R$ 0             | O quarto Anos 50 foi fechado por tempo indeterminado. | R$ 2.530.000 | [ 41 ] |
| 3¹,2        | R$ 2.530.000  | Gracyanne          | Camilla & Thamiris        | R$ 70.000       | Devem tomar a decisão de ficar com o dinheiro para a dupla (R$ 35.000 para cada) ou somar o valor total ao prêmio. Caso peguem o dinheiro, terão que escolher um quarto para ficar trancado por tempo indeterminado. | R$ 0             | O quarto Anos 50 foi fechado por tempo indeterminado. | R$ 2.530.000 | [ 41 ] |
| 5           | R$ 2.530.000  | Aline              | Vinícius                  | R$ 45.000       | Trata-se de um jogo de cartas. O jogador pode tirar quantas cartas desejar, e acumula para si o valor tirado, mas se a soma passar de R$ 45.000, ele perde tudo. O valor que o jogador pegar para si, será descontado do valor oferecido para ser adicionado ao prêmio final. Além disso, três cartas trazem uma consequência: escolher um participante para ficar na Super Xepa. Quem for para a Super Xepa vai receber um kit de sobrevivência e comer do lado de fora da casa.                                            | R$ 5.000         | Vitória ganhou R$ 40.000 e não acionou nenhuma carta de consequência. | R$ 2.535.000 | [ 42 ] |
| 5           | R$ 2.530.000  | Guilherme          | Joselma                   | R$ 45.000       | Trata-se de um jogo de cartas. O jogador pode tirar quantas cartas desejar, e acumula para si o valor tirado, mas se a soma passar de R$ 45.000, ele perde tudo. O valor que o jogador pegar para si, será descontado do valor oferecido para ser adicionado ao prêmio final. Além disso, três cartas trazem uma consequência: escolher um participante para ficar na Super Xepa. Quem for para a Super Xepa vai receber um kit de sobrevivência e comer do lado de fora da casa.                                            | R$ 5.000         | Vitória ganhou R$ 40.000 e não acionou nenhuma carta de consequência. | R$ 2.535.000 | [ 42 ] |
| 5           | R$ 2.530.000  | Mateus             | Vitória                   | R$ 45.000       | Trata-se de um jogo de cartas. O jogador pode tirar quantas cartas desejar, e acumula para si o valor tirado, mas se a soma passar de R$ 45.000, ele perde tudo. O valor que o jogador pegar para si, será descontado do valor oferecido para ser adicionado ao prêmio final. Além disso, três cartas trazem uma consequência: escolher um participante para ficar na Super Xepa. Quem for para a Super Xepa vai receber um kit de sobrevivência e comer do lado de fora da casa.                                            | R$ 5.000         | Vitória ganhou R$ 40.000 e não acionou nenhuma carta de consequência. | R$ 2.535.000 | [ 42 ] |
| 73          | R$ 2.535.000  | Camilla            | Thamiris                  | R$ 60.000       | Deve tomar a decisão de ficar com o dinheiro para si ou somar o valor total ao prêmio. Caso pegue o dinheiro, terá que escolher dois participantes para dormirem do lado de fora da casa. | R$ 0             | Thamiris escolheu Guilherme e Vinícius para dormirem fora da casa por tempo indeterminado. | R$ 2.535.000 | [ 43 ] |
| 73          | R$ 2.535.000  | Renata             | Eva                       | R$ 60.000       | Deve tomar a decisão de ficar com o dinheiro para si ou somar o valor total ao prêmio. Caso pegue o dinheiro, terá que escolher dois participantes para dormirem do lado de fora da casa. | R$ 0             | Thamiris escolheu Guilherme e Vinícius para dormirem fora da casa por tempo indeterminado. | R$ 2.535.000 | [ 43 ] |
| 73          | R$ 2.535.000  | Vilma              | João Pedro                | R$ 60.000       | Deve tomar a decisão de ficar com o dinheiro para si ou somar o valor total ao prêmio. Caso pegue o dinheiro, terá que escolher dois participantes para dormirem do lado de fora da casa. | R$ 0             | Thamiris escolheu Guilherme e Vinícius para dormirem fora da casa por tempo indeterminado. | R$ 2.535.000 | [ 43 ] |
| 94          | R$ 2.535.000  | Daniele            | Diego                     | R$ 90.000       | Deve tomar a decisão de ficar com o dinheiro para si ou somar o valor total ao prêmio. Caso pegue o dinheiro, a casa toda vai para o Tá com Nada, com exceção dele e de mais dois participantes à sua escolha. | R$ 0             | Todos da casa estão no Tá Com Nada por tempo indeterminado, exceto Guilherme, Joselma e Vinícius que estão no VIP. | R$ 2.535.000 | [ 44 ] |
| 94          | R$ 2.535.000  | Eva                | Renata                    | R$ 90.000       | Deve tomar a decisão de ficar com o dinheiro para si ou somar o valor total ao prêmio. Caso pegue o dinheiro, a casa toda vai para o Tá com Nada, com exceção dele e de mais dois participantes à sua escolha. | R$ 0             | Todos da casa estão no Tá Com Nada por tempo indeterminado, exceto Guilherme, Joselma e Vinícius que estão no VIP. | R$ 2.535.000 | [ 44 ] |
| 94          | R$ 2.535.000  | Gracyanne          | Joselma                   | R$ 90.000       | Deve tomar a decisão de ficar com o dinheiro para si ou somar o valor total ao prêmio. Caso pegue o dinheiro, a casa toda vai para o Tá com Nada, com exceção dele e de mais dois participantes à sua escolha. | R$ 0             | Todos da casa estão no Tá Com Nada por tempo indeterminado, exceto Guilherme, Joselma e Vinícius que estão no VIP. | R$ 2.535.000 | [ 44 ] |
| 11 (Dia 80) | R$ 2.535.000  | Diego              | Daniele                   | R$ 100.000      | Trata-se de um jogo de cartas. O jogador pode tirar quantas cartas desejar, e acumula para si o valor tirado, que chega a 90 mil ao todo. Também terá duas cartas 'bomba'. Se uma dessas cartas aparecer, o jogo acaba e o jogador não ganha nada, acumulando 100 mil reais para o prêmio. Terá também três cartas com consequência e, a cada vez que a carta aparecer, o jogador terá que escolher duas pessoas para ficarem unidas pelos pés por tempo indeterminado — inclusive, o jogador pode sofrer essa consequência. | R$ 100.000       | (nenhum) | R$ 2.635.000 | [ 45 ] |
| 11 (Dia 80) | R$ 2.535.000  | Vilma              | Maike                     | R$ 100.000      | Trata-se de um jogo de cartas. O jogador pode tirar quantas cartas desejar, e acumula para si o valor tirado, que chega a 90 mil ao todo. Também terá duas cartas 'bomba'. Se uma dessas cartas aparecer, o jogo acaba e o jogador não ganha nada, acumulando 100 mil reais para o prêmio. Terá também três cartas com consequência e, a cada vez que a carta aparecer, o jogador terá que escolher duas pessoas para ficarem unidas pelos pés por tempo indeterminado — inclusive, o jogador pode sofrer essa consequência. | R$ 100.000       | (nenhum) | R$ 2.635.000 | [ 45 ] |
| 11 (Dia 80) | R$ 2.535.000  | Vinícius           | Joselma                   | R$ 100.000      | Trata-se de um jogo de cartas. O jogador pode tirar quantas cartas desejar, e acumula para si o valor tirado, que chega a 90 mil ao todo. Também terá duas cartas 'bomba'. Se uma dessas cartas aparecer, o jogo acaba e o jogador não ganha nada, acumulando 100 mil reais para o prêmio. Terá também três cartas com consequência e, a cada vez que a carta aparecer, o jogador terá que escolher duas pessoas para ficarem unidas pelos pés por tempo indeterminado — inclusive, o jogador pode sofrer essa consequência. | R$ 100.000       | (nenhum) | R$ 2.635.000 | [ 45 ] |
| 13 (Dia 94) | R$ 2.635.000  | Diego              | Diego                     | R$ 5.000        | Trata-se de um jogo de cartas com a participação de todos os jogadores. , na qual cada um teve a oportunidade de revelar uma entre oito cartas disponíveis. Nas cartas, existem quantias em dinheiro que poderiam ser destinadas ao próprio jogador ou adicionadas ao prêmio final do vencedor do reality, e cada confinado teve direito a apenas uma jogada. | R$ 0             | Diego tinha a opção de ficar com o dinheiro para si ou acumular o premio individual de outro jogador ao premio final. Ele escolheu ficar com o dinheiro. | R$ 2.720.000 |        |
| 13 (Dia 94) | R$ 2.635.000  | Guilherme          | Guilherme                 | R$ 20.000       | Trata-se de um jogo de cartas com a participação de todos os jogadores. , na qual cada um teve a oportunidade de revelar uma entre oito cartas disponíveis. Nas cartas, existem quantias em dinheiro que poderiam ser destinadas ao próprio jogador ou adicionadas ao prêmio final do vencedor do reality, e cada confinado teve direito a apenas uma jogada. | R$ 20.000        | Guilherme girou a roleta que definiu que o dinheiro ofertado seria acumulado ao prêmio final. | R$ 2.720.000 |        |
| 13 (Dia 94) | R$ 2.635.000  | João Pedro         | João Pedro                | R$ 25.000       | Trata-se de um jogo de cartas com a participação de todos os jogadores. , na qual cada um teve a oportunidade de revelar uma entre oito cartas disponíveis. Nas cartas, existem quantias em dinheiro que poderiam ser destinadas ao próprio jogador ou adicionadas ao prêmio final do vencedor do reality, e cada confinado teve direito a apenas uma jogada. | R$ 15.000        | Na primeira carta de João Pedro, o saldo oferecido foi de 15 mil, e dava a ele o comando de escolher outra carta. Esse valor foi adicionado ao prêmio final por decisão da roleta. Na segunda carta, foi oferecido o saldo de 10 mil, e a roleta determinou como prêmio individual. | R$ 2.720.000 |        |
| 13 (Dia 94) | R$ 2.635.000  | Renata             | Renata                    | R$ 20.000       | Trata-se de um jogo de cartas com a participação de todos os jogadores. , na qual cada um teve a oportunidade de revelar uma entre oito cartas disponíveis. Nas cartas, existem quantias em dinheiro que poderiam ser destinadas ao próprio jogador ou adicionadas ao prêmio final do vencedor do reality, e cada confinado teve direito a apenas uma jogada. | R$ 20.000        | Renata girou a roleta que definiu que o dinheiro ofertado seria acumulado ao prêmio final. | R$ 2.720.000 |        |
| 13 (Dia 94) | R$ 2.635.000  | Vitória            | Vitória                   | R$ 5.000        | Trata-se de um jogo de cartas com a participação de todos os jogadores. , na qual cada um teve a oportunidade de revelar uma entre oito cartas disponíveis. Nas cartas, existem quantias em dinheiro que poderiam ser destinadas ao próprio jogador ou adicionadas ao prêmio final do vencedor do reality, e cada confinado teve direito a apenas uma jogada. | R$ 0             | Vitória tinha a opção de ficar com o dinheiro para si ou transferir o prêmio individual de outro jogador para ela. Como foi a primeira a jogar, ficou com o saldo ofertado pela dinâmica.                                                                                           | R$ 2.720.000 |        |
| 14          | Prêmio final  | Prêmio final       | Prêmio final              | Prêmio final    | Prêmio final | Prêmio final     | Prêmio final | R$ 2.720.000 |        |

- Nota 1: Toda a dinâmica do Paredão foi realizada em dupla; no entanto, apenas uma pessoa da dupla foi eliminada.
- Nota 2: O Quarto Anos 50 foi liberado na tarde do dia 11 de fevereiro, sendo Eva a primeira participante a perceber e entrar no quarto.
- Nota 3: Guilherme e Vinícius foram liberados da consequência na tarde de 8 de março, antes da realização da prova do anjo.
- Nota 4: O Tá Com Nada foi finalizado no sábado, 22 de março, após a realização da prova do anjo.

### Sincerão
A dinâmica adotada no Big Brother Brasil 24 permaneceu nessa temporada. Exibida toda segunda-feira, ao vivo, a dinâmica será realizada somente pelos protagonistas da semana: o Líder, o Anjo e os indicados ao Paredão. Tadeu Schmidt fará perguntas com base nos temas sorteados pelos participantes durante o quadro. Os demais brothers permanecem dentro da casa e acompanham pelo telão da sala. Caso o participante apontado esteja entre os protagonistas da semana, há direito de réplica.
A novidade nessa temporada foi a inclusão do "Pipocômetro" que é um júri composto por ex-BBBs, onde eles avaliam as argumentações dos participantes dentro da sala da casa, mas com os atuais confinados estando isolados em um outro canto, sem ter contato com eles, assim como os escolhidos da dinâmica também não tem contato com os ex-brothers, estando na área externa. Os jurados definem se o participante "mandou bem" (resposta positiva) ou "pipocou" (resposta negativa). Caso se saia bem na dinâmica, o participante aplica uma consequência no adversário, agora, se ele se sair mal, o próprio competidor recebe a consequência.
| Data                    | Convidados                                                                 | Ref.   |
| ----------------------- | -------------------------------------------------------------------------- | ------ |
| 17 de fevereiro de 2025 | Babu Santana (BBB 20) Arthur Aguiar (BBB 22) Fernanda Bande (BBB 24)       | [ 48 ] |
| 24 de fevereiro de 2025 | Ana Paula Renault (BBB 16) Naiara Azevedo (BBB 22) Ricardo Alface (BBB 23) | [ 49 ] |
| 10 de março de 2025     | Anamara Barreira (BBB 10 e BBB 13) Sarah Andrade (BBB 21) MC Binn (BBB 24) | [ 50 ] |

### Poderes do Líder
Outra novidade comparada a temporada anterior foi a substituição do Quarto do Líder pelo Apê do Líder, onde o vencedor das provas de quinta-feira sobe para um cômodo exclusivo, tendo uma cozinha própria, além de cama e banheiro. O Líder da Semana é imune ao paredão e tem o direito de selecionar três participantes para colocar na mira e indicar apenas um para o paredão na votação de domingo.

### Quadros de humor
Entre as mudanças nesta temporada, tiveram os retornos de Rafael Portugal e Rodrigo Sant'Anna na parte humorística do programa, sendo apresentado nas terças-feiras antes da divulgação do resultado dos paredões.

### Mesacast BBB
O videocast foi mantido nessa temporada para repercutir os principais acontecimentos do programa e com transmissão simultânea no Multishow e no Globoplay. Ed Gama e Vitor DiCastro retornaram ao comando do derivado, que agora conta com Giovanna Pitel como integrante e apresentadora. Pitel substituiu Ana Clara, que permaneceu no comando do Big Show, junto com Ed. Gama. O Big Show substituiu o A Eliminação, mantendo o mesmo formato, mas agora, passando a entrevistar também o Líder da Semana, dando funções também aos participantes.

### Duplas na disputa pela vaga final
No programa Mais Você de sexta-feira, 10 de janeiro de 2025, foram anunciadas três novas duplas, que tiveram dez minutos para tomar café da manhã e conversar com Ana Maria Braga. Após o encontro, foi aberta uma votação popular, válida até a estreia, para que o público escolhesse uma das duplas para se juntar as demais no elenco oficial do reality. Os mais votados pelo público para ganharem a vaga final no jogo foram Guilherme Vilar e Joselma Silva.
| Candidato                         | Candidato                        | Laço          | Idade                 | Ocupação                | Origem                         | Resultado      | Ref.   |
| --------------------------------- | -------------------------------- | ------------- | --------------------- | ----------------------- | ------------------------------ | -------------- | ------ |
|                                   | Cléber Alves Santana Júnior      | Mãe e filho   | 24                    | Professor de Geografia  | Salvador, Bahia                | Não escolhidos | [ 57 ] |
| Joseane Monteiro                  | 41                               | Mãe e filho   | Técnica de enfermagem |                         | Salvador, Bahia                | Não escolhidos | [ 57 ] |
|                                   | Guilherme Albuquerque Vilar Lira | Genro e sogra | 27                    | Fisioterapeuta geriatra | Olinda, Pernambuco             | Escolhidos     | [ 57 ] |
| Joselma dos Santos Silva          | 54                               | Genro e sogra | Dona de casa          |                         | Olinda, Pernambuco             | Escolhidos     | [ 57 ] |
|                                   | Nicole de Oliveira               | Mãe e filha   | 28                    | Estudante de Direito    | São José dos Campos, São Paulo | Não escolhidas | [ 57 ] |
| Adriana Paula Oliveira dos Santos | 48                               | Mãe e filha   | Assessora parlamentar |                         | São José dos Campos, São Paulo | Não escolhidas | [ 57 ] |

### Almoço do Terror
O Almoço do Terror foi uma dinâmica que misturou privilégio e consequência no jogo. Na quarta-feira, 29 de janeiro de 2025, Eva atendeu o Big Fone e garantiu, junto com sua dupla Renata, um almoço especial com um cardápio preparado por Ana Maria Braga. Elas puderam escolher mais duas duplas para acompanhá-las: Gabriel & Maike e Guilherme & Joselma.
O almoço foi transmitido ao vivo para o restante da casa, e, ao final, os participantes que desfrutaram do momento tiveram que tomar algumas decisões como parte da dinâmica. Eles escolheram duas pessoas (Mateus e Daniele) para trocar de quarto, uma pessoa (Gracyanne) para ficar de fora do Show de Quarta e duas pessoas (Diego e Thamiris) para ficarem amarradas por tempo indeterminado.

### Quarto Secreto
No dia 2 de fevereiro de 2025, foi formado o Paredão que marcou o fim do jogo em duplas no BBB 25. Duas duplas foram enviadas à berlinda, mas o público teve a oportunidade de votar para a eliminação individual dos participantes, configurando um Paredão quádruplo.
Na terça-feira, 4 de fevereiro de 2025, Giovanna Jacobina foi eliminada, mas a saída da casa ocorreu de forma dupla, com sua irmã, Gracyanne Barbosa, que acabou sendo enviada ao Quarto Secreto. Durante sua estadia, a participante teve acesso a imagens e áudio ao vivo da casa, além de uma sessão especial em que pôde assistir aos votos que recebeu no último Paredão e aos comentários dos outros participantes sobre sua eliminação nos diários de Raio-x. Na manhã de quinta-feira, 6 de fevereiro de 2025, Gracyanne retornou à casa imune e foi integrada ao grupo VIP.

### Freeze
Na manhã de quinta-feira, 6 de fevereiro de 2025, os participantes do BBB 25 vivenciaram a dinâmica Freeze, uma atividade que já fez sucesso em edições de outros países, como na Holanda e nos Estados Unidos. Nessas versões internacionais, a dinâmica costuma envolver a surpresa de ver alguém especial na vida dos participantes, como um familiar ou até mesmo seus animais de estimação. No entanto, no BBB 25, a atividade aconteceu no contexto do retorno de Gracyanne Barbosa do Quarto Secreto.
O desafio consistia em os participantes ficarem imóveis, como se estivessem brincando de estátua. Caso algum participante se movesse, todos enfrentariam uma consequência: a casa seria enviada para o Tá com Nada. Camilla, João Pedro e Mateus não conseguiram cumprir a regra e, por isso, todos os participantes, exceto Gracyanne, foram penalizados.

### Quarto do Desafio
A quarta-feira, 26 de fevereiro de 2025, amanheceu com um botão no meio do jardim. Quem apertar vai vetar alguém da Prova do Líder e essa mesma pessoa que apertou o botão vai para um quarto todo escuro: o Quarto do Desafio. Ela terá que encontrar as três letras da palavra VIP e sair do quarto e apertar um outro botão em um intervalo de 10 minutos, tendo consequências para o comprimento ou não do desafio: se ela conseguir cumprir, ela estará no VIP e vetará mais uma pessoa da prova do líder. Se ela não conseguisse completar no tempo determinado, ela estará na Xepa, vetada da Prova do Líder e estaria automaticamente indicada ao Paredão.
Vinícius decidiu apertar o botão, o que resultou no veto de Maike da Prova do Líder. Ele então foi para o Quarto do Desafio, onde conseguiu encontrar as letras "VIP" a tempo. Como resultado, ele conquistou o VIP e teve o direito de vetar outra pessoa, e escolheu vetar Vilma da Prova do Líder.

### Seu Fifi
A temporada passou a contar com um robô intitulado Seu Fifi. O Seu Fifi escuta as conversas dos participantes e em seguida, as três partes captadas por ele são gravadas e levadas para votação, onde o público decide qual conversa será exibida aos participantes na casa.
No dia 28 de fevereiro, foi aberta uma votação popular, válida até a estreia, para que o público escolhesse um participante para que o "RoBBB Seu Fifi" conte uma fofoca sobre ele que aconteceu no reality. Os seis participantes mais votados vão ouvir o que foi dito sobre eles em algum momento desta temporada.
Os mais votados pelo público para receberem uma fofoca do Seu Fifi no jogo foram Vitória Strada (35,04%), Diego Hypólito (16,62%), Renata Saldanha (16,02%), Eva Pacheco (8,15%), Aline Patriarca (6,36%) e Guilherme Vilar (5,45%). Na tarde de segunda-feira, 3 de março de 2025, os participantes escolhidos receberam duas fofocas do "RoBBB Seu Fifi" na casa, sem que sejam anunciados os autores. Mais tarde, durante o "Sincerão", os participantes escolhidos tiveram que tentar acertar quem foi o responsável pela fofoca, e em seguida assistiam o vídeo do momento ocorrido. Caso o participante acertasse os responsáveis pela fofoca, ele ganharia uma nova fofoca do Seu Fifi, mas dessa vez sem a exibição de um vídeo.

### Vitrine do Seu Fifi
Em 11 de março, foi aberta uma votação popular entre todos os participantes para uma dinâmica nova. Na inédita "Vitrine do Seu Fifi", o participante mais votado pelo público terá o privilégio de receber informações sobre o jogo durante um tempo. Na quinta de manhã, o participante entrará no ambiente protegido por uma vitrine (no estilo Casa de Vidro), no Via Parque Shopping, na Barra da Tijuca, Rio de Janeiro, para interagir com os visitantes e ter acesso a algumas informações externas. Além disso, o participante escolhido volta para a casa do BBB com imunidade.
Renata Saldanha foi a escolhida pelo público com 27,28% dos votos e foi para a Vitrine em 13 de março. Após um dia tendo acesso a algumas informações externas, Renata retornou para a casa na manhã do dia seguinte com imunidade e foi para o grupo VIP da semana, após um sorteio na dinâmica.

### Poder Curinga: Perde e Ganha
O Poder Curinga, anteriormente utilizado nas temporadas 23 e 24, continua na temporada atual. Através da dinâmica do "Perde e Ganha", os participantes entrarão no Confessionário com a quantidade de estalecas que tiverem acumulado, mas o valor vai mudar de forma imprevisível. Inicialmente, haverá um jogo rápido de sorte, cujo resultado pode ser o acréscimo ou a perda de estalecas. Depois disso, sabendo do novo saldo, eles podem decidir se querem participar do leilão do Poder Curinga.
| Semana | Lances        | Lances        | Lances      | Ganhador | Poder                                                                                     | Ref.   |
| Semana | Participantes | Perde e Ganha | Lance Final | Ganhador | Poder                                                                                     | Ref.   |
| ------ | ------------- | ------------- | ----------- | -------- | ----------------------------------------------------------------------------------------- | ------ |
| 6      | Camilla       | +1.500        | 1.980       | Camilla  | Poder do Sim ou Não: pode trocar um dos indicados pelo Big Fone por qualquer participante | [ 87 ] |
| 6      | Diego         | +1.500        | 1.500       | Camilla  | Poder do Sim ou Não: pode trocar um dos indicados pelo Big Fone por qualquer participante | [ 87 ] |
| 6      | Diogo         | -300          | 100         | Camilla  | Poder do Sim ou Não: pode trocar um dos indicados pelo Big Fone por qualquer participante | [ 87 ] |
| 6      | Eva           | -300          | 280         | Camilla  | Poder do Sim ou Não: pode trocar um dos indicados pelo Big Fone por qualquer participante | [ 87 ] |
| 6      | Guilherme     | +500          | 1.390       | Camilla  | Poder do Sim ou Não: pode trocar um dos indicados pelo Big Fone por qualquer participante | [ 87 ] |
| 6      | João Gabriel  | +500          | 500         | Camilla  | Poder do Sim ou Não: pode trocar um dos indicados pelo Big Fone por qualquer participante | [ 87 ] |
| 6      | João Pedro    | +1.000        | 300         | Camilla  | Poder do Sim ou Não: pode trocar um dos indicados pelo Big Fone por qualquer participante | [ 87 ] |
| 6      | Joselma       | -300          | 100         | Camilla  | Poder do Sim ou Não: pode trocar um dos indicados pelo Big Fone por qualquer participante | [ 87 ] |
| 6      | Maike         | -50           | 900         | Camilla  | Poder do Sim ou Não: pode trocar um dos indicados pelo Big Fone por qualquer participante | [ 87 ] |
| 6      | Renata        | +500          | 500         | Camilla  | Poder do Sim ou Não: pode trocar um dos indicados pelo Big Fone por qualquer participante | [ 87 ] |
| 6      | Thamiris      | +1.000        | 500         | Camilla  | Poder do Sim ou Não: pode trocar um dos indicados pelo Big Fone por qualquer participante | [ 87 ] |
| 6      | Vilma         | +100          | 500         | Camilla  | Poder do Sim ou Não: pode trocar um dos indicados pelo Big Fone por qualquer participante | [ 87 ] |
| 6      | Vinícius      | -100          | 500         | Camilla  | Poder do Sim ou Não: pode trocar um dos indicados pelo Big Fone por qualquer participante | [ 87 ] |
| 6      | Vitória       | -300          | 160         | Camilla  | Poder do Sim ou Não: pode trocar um dos indicados pelo Big Fone por qualquer participante | [ 87 ] |
| 7      | Camilla       | +1.500        | 1.960       | Diego    | Poder Pirata: roubará o voto de um participante e ficará com dois votos                   | [ 88 ] |
| 7      | Diego         | +1.500        | 2.590       | Diego    | Poder Pirata: roubará o voto de um participante e ficará com dois votos                   | [ 88 ] |
| 7      | João Gabriel  | +300          | 1.650       | Diego    | Poder Pirata: roubará o voto de um participante e ficará com dois votos                   | [ 88 ] |
| 7      | Joselma       | -50           | 100         | Diego    | Poder Pirata: roubará o voto de um participante e ficará com dois votos                   | [ 88 ] |
| 7      | Maike         | -50           | 500         | Diego    | Poder Pirata: roubará o voto de um participante e ficará com dois votos                   | [ 88 ] |
| 7      | Renata        | +300          | 1.501       | Diego    | Poder Pirata: roubará o voto de um participante e ficará com dois votos                   | [ 88 ] |
| 7      | Thamiris      | -500          | 500         | Diego    | Poder Pirata: roubará o voto de um participante e ficará com dois votos                   | [ 88 ] |
| 7      | Vilma         | -10           | 100         | Diego    | Poder Pirata: roubará o voto de um participante e ficará com dois votos                   | [ 88 ] |
| 7      | Vinícius      | +1.500        | 2.270       | Diego    | Poder Pirata: roubará o voto de um participante e ficará com dois votos                   | [ 88 ] |
| 8      | Daniele       | +2.000        | 1.800       | Daniele  | Poder do Dois: o voto do dono do Poder terá peso duplo                                    | [ 89 ] |
| 9      | Aline         | +400          | 1.350       | Vinícius | Poder Direto: deve vetar um indicado de competir a Prova Bate e Volta                     | [ 90 ] |
| 9      | Daniele       | +400          | 600         | Vinícius | Poder Direto: deve vetar um indicado de competir a Prova Bate e Volta                     | [ 90 ] |
| 9      | Eva           | +1.000        | 1.160       | Vinícius | Poder Direto: deve vetar um indicado de competir a Prova Bate e Volta                     | [ 90 ] |
| 9      | Guilherme     | +1.000        | 2.150       | Vinícius | Poder Direto: deve vetar um indicado de competir a Prova Bate e Volta                     | [ 90 ] |
| 9      | João Pedro    | -500          | 1           | Vinícius | Poder Direto: deve vetar um indicado de competir a Prova Bate e Volta                     | [ 90 ] |
| 9      | Joselma       | +1.000        | 500         | Vinícius | Poder Direto: deve vetar um indicado de competir a Prova Bate e Volta                     | [ 90 ] |
| 9      | Renata        | +200          | 1.690       | Vinícius | Poder Direto: deve vetar um indicado de competir a Prova Bate e Volta                     | [ 90 ] |
| 9      | Vilma         | -500          | 10          | Vinícius | Poder Direto: deve vetar um indicado de competir a Prova Bate e Volta                     | [ 90 ] |
| 9      | Vinícius      | +1.000        | 2.610       | Vinícius | Poder Direto: deve vetar um indicado de competir a Prova Bate e Volta                     | [ 90 ] |
| 9      | Vitória       | +200          | 700         | Vinícius | Poder Direto: deve vetar um indicado de competir a Prova Bate e Volta                     | [ 90 ] |
| 10     | Eva           | -10           | 1.800       | Joselma  | Poder Marreta: deve salvar um dos indicados pelo Big Fone                                 | [ 91 ] |
| 10     | Guilherme     | +500          | 3.050       | Joselma  | Poder Marreta: deve salvar um dos indicados pelo Big Fone                                 | [ 91 ] |
| 10     | João Gabriel  | +500          | 1.220       | Joselma  | Poder Marreta: deve salvar um dos indicados pelo Big Fone                                 | [ 91 ] |
| 10     | João Pedro    | +500          | 1.000       | Joselma  | Poder Marreta: deve salvar um dos indicados pelo Big Fone                                 | [ 91 ] |
| 10     | Joselma       | +2.000        | 4.460       | Joselma  | Poder Marreta: deve salvar um dos indicados pelo Big Fone                                 | [ 91 ] |
| 10     | Renata        | -500          | 1.590       | Joselma  | Poder Marreta: deve salvar um dos indicados pelo Big Fone                                 | [ 91 ] |
| 10     | Vinícius      | -500          | 760         | Joselma  | Poder Marreta: deve salvar um dos indicados pelo Big Fone                                 | [ 91 ] |

### Loja Secreta
No dia 9 de março de 2025, o Big Fone tocou após a realização do Raio-x. O participante que atender seria levado para uma loja misteriosa, uma ampliação do Poder Curinga com mais poderes a serem comprados. Os poderes da Loja Secreta são:
- Poder de Anular: o comprador vai anular um voto recebido por ele. Esse poder custava 1000 estalecas.
- Poder do Não: o comprador vai vetar a imunidade dada pelo Anjo. Esse poder custava 1500 estalecas.
- Poder do Dois: o comprador vai ter um voto peso dois na votação da casa. Esse poder custava 1800 estalecas.
- Poder do Desvio: o comprador vai retirar alguém da Mira do Líder, inclusive, a própria pessoa. Esse poder custava 2000 estalecas.
- Poder da Imunidade: comprador fica imune ao Paredão. Esse poder custava 2100 estalecas.
- Poder Supremo: o comprador vai trocar uma pessoa indicada por alguém que não está no Paredão, podendo tirar ela mesma, indicar a pessoa imunizada pelo Anjo, e até trocar a indicação do Líder (neste caso, o novo indicado não disputa a Prova "Bate e Volta"). Esse poder custava 2500 estalecas.

Daniele atendeu o Big Fone e tinha 40 estalecas, recebendo mais 2000 no "Perde e Ganha". Ela escolheu comprar o Poder do Dois.

### Na Mira do Líder
Após o resultado da Prova do Líder, o vencedor da disputa executará a dinâmica "Na Mira do Líder" entregando uma quantidade de munhequeiras para participantes da casa. O Líder será obrigado a escolher a sua indicação ao Paredão entre os participantes que receberam a pulseira.
| Semana       | Líder da Semana  | Na Mira do Líder          | Indicado          | Ref.    |
| ------------ | ---------------- | ------------------------- | ----------------- | ------- |
| 1            | Aline & Vinícius | Arleane & Marcelo         | Arleane & Marcelo | [ 95 ]  |
| 1            | Aline & Vinícius | Diogo & Vilma             | Arleane & Marcelo | [ 95 ]  |
| 1            | Aline & Vinícius | João Gabriel & João Pedro | Arleane & Marcelo | [ 95 ]  |
| 22, 3        | Diogo & Vilma    | Aline & Vinícius          | Mateus & Vitória  | [ 96 ]  |
| 22, 3        | Diogo & Vilma    | Camilla & Thamiris        | Mateus & Vitória  | [ 96 ]  |
| 22, 3        | Diogo & Vilma    | Mateus & Vitória          | Mateus & Vitória  | [ 96 ]  |
| 3            | Gabriel & Maike  | Aline & Vinícius          | Daniele & Diego   | [ 97 ]  |
| 3            | Gabriel & Maike  | Daniele & Diego           | Daniele & Diego   | [ 97 ]  |
| 3            | Gabriel & Maike  | Mateus & Vitória          | Daniele & Diego   | [ 97 ]  |
| 4            | João Gabriel     | Aline                     | Aline             | [ 98 ]  |
| 4            | João Gabriel     | Camilla                   | Aline             | [ 98 ]  |
| 4            | João Gabriel     | Mateus                    | Aline             | [ 98 ]  |
| 4            | João Gabriel     | Thamiris                  | Aline             | [ 98 ]  |
| 4            | João Gabriel     | Vitória                   | Aline             | [ 98 ]  |
| 5            | Eva              | Camilla                   | Mateus            | [ 99 ]  |
| 5            | Eva              | Gracyanne                 | Mateus            | [ 99 ]  |
| 5            | Eva              | Mateus                    | Mateus            | [ 99 ]  |
| 5            | Eva              | Thamiris                  | Mateus            | [ 99 ]  |
| 5            | Eva              | Vitória                   | Mateus            | [ 99 ]  |
| 6            | João Pedro       | Aline                     | Vitória           | [ 100 ] |
| 6            | João Pedro       | Camilla                   | Vitória           | [ 100 ] |
| 6            | João Pedro       | Daniele                   | Vitória           | [ 100 ] |
| 6            | João Pedro       | Diego                     | Vitória           | [ 100 ] |
| 6            | João Pedro       | Vitória                   | Vitória           | [ 100 ] |
| 7            | Vitória          | Eva                       | Renata            | [ 101 ] |
| 7            | Vitória          | João Gabriel              | Renata            | [ 101 ] |
| 7            | Vitória          | João Pedro                | Renata            | [ 101 ] |
| 7            | Vitória          | Renata                    | Renata            | [ 101 ] |
| 7            | Vitória          | Vilma                     | Renata            | [ 101 ] |
| 8            | Maike            | Aline                     | Vinícius          | [ 102 ] |
| 8            | Maike            | Daniele                   | Vinícius          | [ 102 ] |
| 8            | Maike            | Diego                     | Vinícius          | [ 102 ] |
| 8            | Maike            | Vinícius                  | Vinícius          | [ 102 ] |
| 8            | Maike            | Vitória                   | Vinícius          | [ 102 ] |
| 95, 6        | Guilherme        | Eva                       | Gracyanne         | [ 103 ] |
| 95, 6        | Guilherme        | Gracyanne                 | Gracyanne         | [ 103 ] |
| 95, 6        | Guilherme        | João Gabriel              | Gracyanne         | [ 103 ] |
| 95, 6        | Guilherme        | João Pedro                | Gracyanne         | [ 103 ] |
| 95, 6        | Guilherme        | Maike                     | Gracyanne         | [ 103 ] |
| 95, 6        | Guilherme        | Renata                    | Gracyanne         | [ 103 ] |
| 10           | Renata           | Aline                     | Aline             | [ 104 ] |
| 10           | Renata           | Daniele                   | Aline             | [ 104 ] |
| 10           | Renata           | Diego                     | Aline             | [ 104 ] |
| 10           | Renata           | Joselma                   | Aline             | [ 104 ] |
| 10           | Renata           | Vinícius                  | Aline             | [ 104 ] |
| 10           | Renata           | Vitória                   | Aline             | [ 104 ] |
| 11 (Dia 74)  | Maike            | Daniele                   | Joselma           | [ 105 ] |
| 11 (Dia 74)  | Maike            | Diego                     | Joselma           | [ 105 ] |
| 11 (Dia 74)  | Maike            | Joselma                   | Joselma           | [ 105 ] |
| 127 (Dia 82) | Vitória          | João Gabriel              | João Pedro        | [ 106 ] |
| 127 (Dia 82) | Vitória          | João Pedro                | João Pedro        | [ 106 ] |
| 127 (Dia 82) | Vitória          | Renata                    | João Pedro        | [ 106 ] |

- Nota 1: Na Semana 1, João Gabriel & João Pedro foram imunizados pelos Anjos Gabriel & Maike e salvos da Mira do Líder.[107]
- Nota 2: Na Semana 2, Camilla atendeu ao Big Fone e foi informada de que ela e sua dupla, Thamiris, estavam imunes ao Paredão, escapando da Mira do Líder.[108]
- Nota 3: Na Semana 2, Aline & Vinícius foram imunizados pelos Anjos Daniele & Diego e salvos da Mira do Líder.[109]
- Nota 4: Na Semana 4, Mateus ganhou o Anjo autoimune, garantindo imunidade para si mesmo e escapando da Mira do Líder.[110]
- Nota 5: Na Semana 9, Renata ganhou uma imunidade ao ser escolhida para a Vitrine do Seu Fifi e escapou da Mira do Líder.[84]
- Nota 6: Na Semana 9, João Pedro foi imunizado pelo Anjo João Gabriel e salvo da Mira do Líder.[111]
- Nota 7: Na Semana 12, João Gabriel ganhou o Anjo autoimune, garantindo imunidade para si mesmo e escapando da Mira do Líder.[112]

### Enquete do Líder
O público pode avaliar semanalmente o desempenho da liderança escolhendo um emoji para defini-la: Apimentada, Deu sono, Fundiu a cuca, Radioativa, Tô de olho ou Voando.
| Semana | Líder            | Resultado  | Ref.    |
| ------ | ---------------- | ---------- | ------- |
| 1      | Aline & Vinícius | Deu sono   | [ 113 ] |
| 2      | Diogo & Vilma    | Apimentada | [ 114 ] |
| 3      | Gabriel & Maike  | Deu sono   | [ 115 ] |
| 4      | João Gabriel     | Deu sono   | [ 116 ] |
| 5      | Eva              | Voando     | [ 117 ] |
| 6      | João Pedro       | Deu sono   | [ 118 ] |
| 7      | Vitória          | Tô de olho | [ 119 ] |
| 8      | Maike            | Deu sono   | [ 120 ] |
| 9      | Guilherme        | Deu sono   | [ 121 ] |
| 10     | Renata           | Voando     | [ 122 ] |

### Barrado no Baile
Antes da Festa do Líder, o Líder deve escolher um número de participantes, determinado pela produção, que será vetado da festa e ficará trancado no Quarto do Barrado no Baile. Nele, o participante barrado terá acesso apenas a pão, água, banheiro e deverá realizar um desafio, que, se cumprindo, irá liberar o acesso à festa; senão, ele só poderá voltar a casa após final da festa.
| Semana | Líder        | Participantes vetados | Resultado | Ref.    |
| ------ | ------------ | --------------------- | --------- | ------- |
| 4      | João Gabriel | Daniele               | Barrada   | [ 125 ] |
| 5      | Eva          | Vitória               | Liberada  | [ 126 ] |
| 6      | João Pedro   | Camilla               | Barrada   | [ 127 ] |
| 7      | Vitória      | João Pedro            | Liberado  | [ 128 ] |
| 8      | Maike        | Vinícius              | Liberado  | [ 129 ] |
| 9      | Guilherme    | João Gabriel          | Liberado  | [ 130 ] |
| 10     | Renata       | Vinícius              | Liberado  | [ 131 ] |

### Poder do Não
O Poder do Não é uma dinâmica atrelada ao Líder da semana, que consiste em vetar um participante da próxima Prova do Líder.
| Semana      | Poder do Não        | Total de vetos | Participantes vetados | Ref.    |
| ----------- | ------------------- | -------------- | --------------------- | ------- |
| 2           | Aline & Vinícius    | 1              | Edilberto & Raissa    | [ 132 ] |
| 51          | Camilla             | 1              | Diogo                 | [ 133 ] |
| 51          | Diogo               | 1              | Gracyanne             | [ 133 ] |
| 6           | Eva                 | 1              | Camilla               | [ 134 ] |
| 72          | Vinícius            | 2              | Maike                 | [ 76 ]  |
| 72          | Vinícius            | 2              | Vilma                 | [ 77 ]  |
| 8           | Resta Um            | 3              | Diego                 | [ 135 ] |
| 8           | Resta Um            | 3              | João Pedro            | [ 135 ] |
| 8           | Resta Um            | 3              | Thamiris              | [ 135 ] |
| 9           | Vitrine do Seu Fifi | 1              | Renata                | [ 136 ] |
| 10          | Guilherme           | 1              | João Gabriel          | [ 137 ] |
| 11 (Dia 77) | Maike               | 2              | Diego                 | [ 138 ] |
| 11 (Dia 77) | Maike               | 2              | Vinícius              | [ 138 ] |
| 12 (Dia 81) | Maike               | 1              | Vinícius              | [ 139 ] |
| 12 (Dia 84) | Vitória             | 1              | João Pedro            | [ 140 ] |

- Nota 1: Na Semana 5, os participantes participaram da dinâmica "Resta Um". O último que permaneceu, ou seja, o participante que "sobrou" na dinâmica (Camilla) ganhou o Poder do Não e escolheu Diogo para ser vetado da Prova do Líder. Em um segundo Poder do Não, Diogo escolheu Gracyanne para também ser vetada da Prova do Líder.[141]
- Nota 2: Na Semana 7, Vinícius apertou um botão no gramado que te deu o poder de vetar um participante da Prova do Líder, e ele vetou Maike. Em seguida, Vinícius foi levado até o Quarto do Desafio, onde caso ele conseguisse achar as peças que montam a palavra VIP em 10 minutos, ele ganharia imunidade, uma vaga no VIP e mais um veto. Vinícius concluiu o desafio e vetou Vilma da Prova do Líder.[73]

### Castigo do Monstro
O Castigo do Monstro é uma dinâmica atrelada à Prova do Anjo. O vencedor da disputa terá o direito de escolher participantes para enfrentar um castigo, que consiste em ações desconfortáveis ao longo de todo um final de semana.
| Semana      | Semana      | Anjo             | Castigados       | Monstro | Ref.    |
| ----------- | ----------- | ---------------- | ---------------- | --- | ------- |
| 1           | 1           | Gabriel & Maike  | Daniele & Diego  | Quarto Branco: um castigado deverá se vestir de botão vermelho e o outro de Quarto Branco. Ao ouvirem a música do Monstro, deverão ir ao espaço marcado no gramado e dançar até o som terminar. | [ 142 ] |
| 2           | 2           | Daniele & Diego  | Gabriel & Maike  | Bambam e Maria Eugênia: o Monstro da semana vai relembrar o primeiro caso de amor que rolou dentro desta casa: Bambam e a boneca Maria Eugênia. Os dois castigados vão se vestir de Bambam e devem carregar a boneca Maria Eugênia por todo o tempo, nunca podem se separar da amada. Caso contrário, a produção vai retirar a boneca da casa e vocês vão chorar as consequências. Quando tocar a música do Monstro, os dois deverão levar a Maria Eugênia para o gramado e dançar até o som terminar. | [ 143 ] |
| 3           | 3           | Aline & Vinícius | Mateus & Vitória | Fita de Vídeo e Ficha de Inscrição: o Monstro dessa semana vai homenagear os primórdios do Big Brother Brasil. Era uma época que as pessoas se inscreviam no programa mandando uma fita de vídeo e uma ficha de inscrição de papel. Um dos dois castigados vai se vestir de Fita de Vídeo e o outro de Ficha de Inscrição. Quando tocar a música do Monstro, os dois deverão ir para o espaço marcado no gramado e dançar até o som terminar.                                                          | [ 144 ] |
| 4           | 4           | Mateus           | Eva              | Cadeado: o castigado se vestirá de cadeado. Sempre que tocar a música, ele deverá ir para uma caixa que tem uma porta trancada. A pessoa só sai quando achar a chave certa entre centenas de chaves. | [ 145 ] |
| 5           | 5           | Renata           | Mateus           | Poltrona do Confessionário: o castigo será individual, o castigado deverá se vestir de poltrona do Confessionário. Sempre que tocar a música do Monstro, ele deverá entrar no Confessionário e aguardar pacientemente a ordem para sair do cômodo. | [ 146 ] |
| 6           | 6           | Guilherme        | Thamiris         | Monstro Cobra: a Cobra fugiu do Queridomêtro e veio parar no Castigo do Monstro. O castigado deverá ficar vestido o tempo inteiro de Cobra. | [ 147 ] |
| 7           | 7           | Vinícius         | Maike            | Paredão: o maior medo dos participantes do BBB chegou ao Castigo do Monstro, o temido Paredão. As duas pessoas escolhidas deverão se revezar para formar essa parede. Um dos dois monstros será emparedado pelo anjo na Formação de Paredão. | [ 148 ] |
| 7           | 7           | Vinícius         | Vilma            | Paredão: o maior medo dos participantes do BBB chegou ao Castigo do Monstro, o temido Paredão. As duas pessoas escolhidas deverão se revezar para formar essa parede. Um dos dois monstros será emparedado pelo anjo na Formação de Paredão. | [ 148 ] |
| 8           | 8           | Joselma          | Thamiris         | Plantão da Globo: o castigado se vestirá de câmera de TV. Sempre que tocar o sinal do plantão, ele deverá fazer uma reportagem na casa com os outros participantes. | [ 149 ] |
| 9           | 9           | João Gabriel     | Aline            | Repescagem: o castigado se vestirá de pescador e vai cumprir o desafio. Sempre que houver peixinhos na piscina, ele deverá pescá-los. Ele só poderá relaxar depois que tiver terminado todo o trabalho. | [ 150 ] |
| 10          | 10          | João Gabriel     | Guilherme        | Desatando os Nós: o castigado deverá desatar todos os nós que aparecerem pela frente. Ele só poderá relaxar depois que tiver terminado todo o trabalho. | [ 151 ] |
| 11 (Dia 75) | 11 (Dia 75) | João Pedro       | Vitória          | Bolinhas: o castigado deverá pegar as bolinhas e separa-lás por cor. Ele só poderá deixar o local quando terminar de separar todas elas. | [ 152 ] |
| 12 (Dia 82) | 12 (Dia 82) | João Gabriel     | Diego            | Castelo de Cartas: o castigado deverá montar um castelo de cartas de baralho. Sempre que tocar a música do monstro, ele começará seu trabalho, ele só poderá deixar o local quando terminar de montar o castelo, usando todas as cartas disponíveis. | [ 153 ] |
| 13 (Dia 89) | 13 (Dia 89) | Vinicius         | Renata           | Bolinhas Douradas: o castigado deverá ficar dentro de uma cabine e levar as bolinhas douradas usando apenas os dedos de um lugar pro outro, só pode sair quando levar todas as bolinhas. | [ 154 ] |

## Shows e participações especiais
| Data                    | Artista/Banda              | Tema                                                                          | Ref.    |
| ----------------------- | -------------------------- | ----------------------------------------------------------------------------- | ------- |
| 15 de janeiro de 2025   | Anitta                     | Show de Quarta                                                                | [ 155 ] |
| 17 de janeiro de 2025   | Ludmilla                   | Festa Electrolux                                                              | [ 156 ] |
| 22 de janeiro de 2025   | César Menotti & Fabiano    | Show de Quarta                                                                | [ 157 ] |
| 24 de janeiro de 2025   | Tierry                     | Festa Nestlé                                                                  | [ 158 ] |
| 24 de janeiro de 2025   | Gustavo Mioto              | Festa Nestlé                                                                  | [ 158 ] |
| 24 de janeiro de 2025   | Luan Pereira               | Festa Nestlé                                                                  | [ 158 ] |
| 29 de janeiro de 2025   | Rodriguinho                | Show de Quarta                                                                | [ 159 ] |
| 29 de janeiro de 2025   | Gaab                       | Show de Quarta                                                                | [ 159 ] |
| 29 de janeiro de 2025   | Mr. Dan                    | Show de Quarta                                                                | [ 159 ] |
| 1 de fevereiro de 2025  | Ivete Sangalo              | Festa iFood                                                                   | [ 160 ] |
| 5 de fevereiro de 2025  | Chitãozinho & Xororó       | Show de Quarta                                                                | [ 161 ] |
| 5 de fevereiro de 2025  | Sandy                      | Show de Quarta                                                                | [ 161 ] |
| 5 de fevereiro de 2025  | Junior Lima                | Show de Quarta                                                                | [ 161 ] |
| 7 de fevereiro de 2025  | Péricles                   | Festa Ademicon                                                                | [ 162 ] |
| 15 de fevereiro de 2025 | Lauana Prado               | Festa Betnacional                                                             | [ 163 ] |
| 21 de fevereiro de 2025 | Diogo Nogueira             | Festa Seara                                                                   | [ 164 ] |
| 21 de fevereiro de 2025 | Portela                    | Festa Seara                                                                   | [ 164 ] |
| 27 de fevereiro de 2025 | Beija-Flor                 | Ação especial: Escola de Samba                                                | [ 165 ] |
| 28 de fevereiro de 2025 | Luísa Sonza                | Festa Centrum                                                                 | [ 166 ] |
| 28 de fevereiro de 2025 | Emilia Mernes              | Festa Centrum                                                                 | [ 166 ] |
| 8 de março de 2025      | Sorriso Maroto             | Festa Kwai                                                                    | [ 167 ] |
| 9 de março de 2025      | Silvio Guindane            | Ação especial: A Divisão                                                      | [ 168 ] |
| 14 de março de 2025     | Alcione                    | Festa Cif                                                                     | [ 169 ] |
| 14 de março de 2025     | Seu Jorge                  | Festa Cif                                                                     | [ 169 ] |
| 14 de março de 2025     | Flor                       | Festa Cif                                                                     | [ 169 ] |
| 21 de março de 2025     | Michel Teló                | Festa Sazón                                                                   | [ 170 ] |
| 29 de março de 2025     | Cauã Reymond               | Ação especial: Exibição da estreia de Vale Tudo                               | [ 171 ] |
| 29 de março de 2025     | Filipe Ret                 | Festa Mercado Livre                                                           | [ 172 ] |
| 29 de março de 2025     | João Gomes                 | Festa Mercado Livre                                                           | [ 172 ] |
| 29 de março de 2025     | L7nnon                     | Festa Mercado Livre                                                           | [ 172 ] |
| 29 de março de 2025     | Manu Bahtidão              | Festa Mercado Livre                                                           | [ 172 ] |
| 3 de abril de 2025      | Déborah Secco              | Ação especial: 60 anos TV Globo                                               | [ 173 ] |
| 5 de abril de 2025      | Dennis                     | Festa McDonald's                                                              | [ 174 ] |
| 7 de abril de 2025      | Sabrina Sato               | Ação especial: Lançamento do reality original Globoplay Minha Mãe com Seu Pai | [ 175 ] |
| 16 de abril de 2025     | Giovana Cordeiro           | Ação especial: Exibição de spoilers de Dona de Mim                            | [ 176 ] |
| 22 de abril de 2025     | Gabi Martins (BBB 20)      | Final                                                                         | [ 177 ] |
| 22 de abril de 2025     | Flay (BBB 20)              | Final                                                                         | [ 177 ] |
| 22 de abril de 2025     | Juliette (BBB 21)          | Final                                                                         | [ 177 ] |
| 22 de abril de 2025     | Pocah (BBB 21)             | Final                                                                         | [ 177 ] |
| 22 de abril de 2025     | Israel & Rodolffo (BBB 21) | Final                                                                         | [ 177 ] |
| 22 de abril de 2025     | Fiuk (BBB 21)              | Final                                                                         | [ 177 ] |
| 22 de abril de 2025     | Projota (BBB 21)           | Final                                                                         | [ 177 ] |
| 22 de abril de 2025     | Arthur Aguiar (BBB 22)     | Final                                                                         | [ 177 ] |
| 22 de abril de 2025     | Naiara Azevedo (BBB 22)    | Final                                                                         | [ 177 ] |
| 22 de abril de 2025     | Maria Bomani (BBB 22)      | Final                                                                         | [ 177 ] |
| 22 de abril de 2025     | Aline Wirley (BBB 23)      | Final                                                                         | [ 177 ] |
| 22 de abril de 2025     | Marvvila (BBB 23)          | Final                                                                         | [ 177 ] |
| 22 de abril de 2025     | Wanessa Camargo (BBB 24)   | Final                                                                         | [ 177 ] |
| 22 de abril de 2025     | Paulo Ricardo              | Final                                                                         | [ 177 ] |

## Controvérsias

### Diogo Almeida
Diogo Almeida enfrentou críticas ao indicar Aline Patriarca ao Paredão por Contragolpe em 2 de fevereiro mesmo estando em um início de relacionamento com ela. No dia seguinte, ao ser questionado, interrompeu Aline e a mandou ficar em silêncio, gerando debates entre os espectadores sobre possíveis abusos psicológicos.

### Diego Hypólito
Comentários insinuativos sobre Diego Hypólito, feitos por Gabriel Yoshimoto, Diogo Almeida, João Gabriel Siqueira e João Pedro Siqueira devido à sua orientação sexual, geraram repercussão negativa do público, sobretudo por Gabriel ficar imitando o ginasta pelas costas ou chegando até a afinar a voz de maneira pejorativa. O episódio foi classificado por jornalistas como "homofobia recreativa".
Maike Cruz também foi acusado de homofobia pela diferença de tratamento com Hypólito pela casa, chegando até mesmo a abrir uma rivalidade com esportista. O caso levantou suspeitas de uma rixa envolvendo a família do nadador e o medalhista olímpico antes do reality.

### Comentários machistas
Em 31 de janeiro, durante a prova do líder de resistência, um comentário envolvendo Gabriel Yoshimoto e João Gabriel Siqueira envolvendo Aline Patriarca causou controvérsias nas redes sociais. Ao comentarem sobre o relacionamento entre Aline e Diogo Almeida, que se beijaram durante a festa mais recente, os participantes insinuaram que o ator estava sendo guiado apenas por pensamentos sexuais. "O que uma bu**** não faz?", comentou João Gabriel, e Gabriel concordou, acrescentando: "Você viu que eu já falei duas vezes. Maike [Cruz] que me para... Ah, mano... Vai ficar pensando com a cabeça do p**, vai se ferrar, mano". A equipe de Aline se pronunciou posteriormente, condenando os comentários dos participantes. Em uma nota, afirmaram que as falas foram "machistas" e "sexistas", reforçando a ideia de que todas as mulheres merecem respeito.
Em 8 de fevereiro, após João Gabriel oferecer para Aline a pulseira do "Na Mira do Líder", a participante demonstrou surpresa e se mostrou intrigada com a indicação, o que desencadeou reações explosivas dos gêmeos João Gabriel e João Pedro. João Gabriel, João Pedro, Gabriel Yoshimoto e Maike Cruz se reuniram nos aposentos do líder. Eles comentaram a reação de Aline, que ficou revoltada ao ter recebido a pulseira que indica que está na mira do líder. "É pra ela escutar mesmo. Dar moral pra uma ralé daquela. Fala na cara. Ela não é a 'muiézona'? Ela não é polícia militar?", declarou João Pedro. Os amigos pediram para ele parar. A equipe de Aline, respondeu aos ataques nas redes sociais, chamando os gêmeos de "Leões no quarto".

### Desinteresse dos participantes
A edição vinha sofrendo críticas do público e dos jornalistas pela falta de conflitos impactantes em situações idênticas ao que já foram observadas nas temporadas 19, 22 e 23, além do total desinteresse dos participantes em levar a sério as dinâmicas repassadas. O próprio apresentador chegou a dar "broncas" no elenco ao vivo, com a situação chegando no limite antes da prova do líder no dia 13 de fevereiro de 2025, quando João Gabriel e João Pedro foram automaticamente eliminados por usarem o banheiro durante a leitura das regras do desafio, sendo também advertidos pelo Tadeu. Além dos gêmeos, Renata Saldanha também foi eliminada por ir ao quarto pingar um colírio no mesmo instante que causou a punição dos dois brothers.

### Recortes raciais no programa

#### Thamiris Maia x Renata Saldanha
Em um diálogo no dia 3 de fevereiro, Thamiris Maia havia desabafado com Renata Saldanha sobre um comentário que a dançarina havia feito sobre Camilla Maia, sua irmã. Durante uma conversa entre Camilla, Maike Cruz e Renata, a sister havia dito que a trancista não poderia participar de uma dinâmica do programa pelo fato de estar na Xepa e ter supostamente assumido a posição de cozinheira da casa. Ao ouvir o comentário, a cabeleireira teve uma crise de choro e foi acalmada pela nutricionista, além de Eva e Renata pelo comentário, com Renata se desculpando pela fala, afirmando que havia sido o Maike quem começou a falar primeiro sobre o assunto.

#### Vitória Strada x Camilla Maia
Após a formação do sexto paredão no dia 23 de fevereiro, Vitória Strada havia questionado Camilla sobre o motivo do líder da semana, João Pedro, ter a indicado para a berlinda desse dia, com as duas tendo uma calorosa discussão pela casa, com a trancista acusando a atriz por colocá-la como "preta agressiva", sendo rebatida por Guilherme Vilar e Diego Hypólito, com o último indo acalmar Strada após a briga. Em um outro determinado momento, Vitória afirmou que tanto Camilla, como a sua irmã, Thamiris, haviam se afastado dela no jogo, com Thamiris saindo em defesa da irmã afirmando que a relação não havia mudado e que foi a Vitória que se afastou.
No sincerão do dia seguinte (24), Camilla acusou Vitória de ter feito um discurso racista contra ela na casa, com a ex-BBB Ana Paula Renault reprovando tal insinuação na dinâmica enquanto participava como convidada do programa. A situação acabou gerando uma repercussão negativa nas redes sociais, com Camilla sendo acusada de esvaziar uma pauta racial a seu favor, levando até mesmo a cantora e também ex-BBB, Pocah, a se manifestar a favor de Strada.

### Importunação sexual
Durante a festa do dia 9 de abril, Maike Cruz chegou a realizar investidas contra a participante Renata Saldanha. Em vídeos que circularam nas redes sociais, o participante havia mordido o braço de Saldanha e em seguida, puxou os seus cabelos, levando a sister a pedir para que Maike parasse, pois a situação estava saindo do controle. Como consequência, Cruz recebeu quatorze advertências da produção. Em outra filmagem feita pelo público, Maike apareceu excitado e com o pênis ereto na frente de todos os participantes e durante um diálogo com Joselma dos Santos, o brother havia dito que tentaria um relacionamento com a filha da dona de casa, levando a reprovação de Delma e Renata na fala.
Devido ao ocorrido, o público chegou a subir tags pedindo a expulsão de Maike no X, assim como houve pressão para que os patrocinadores se manifestassem, levando a Globo a analisar as imagens, no entanto, nenhuma atitude foi tomada. Por fim, Maike acabou sendo o 17º eliminado do programa no dia seguinte (10) em uma disputa acirrada contra Vinícius Nascimento.

## Participantes
A lista com 22 participantes oficiais, divididos entre 11 duplas, foi divulgada no dia 9 de janeiro de 2025, durante os intervalos da programação da TV Globo e no portal gshow. No dia 10 de janeiro, durante o programa Mais Você, foram revelados mais seis candidatos, divididos entre três duplas. Em 13 de janeiro de 2025, Guilherme Vilar e Joselma Silva ganharam as duas últimas vagas do programa após vencerem uma disputa popular e serem selecionados para entrarem como participantes oficiais da edição, e para compor o elenco de 24 participantes.
| Participante                             | Idade | Ocupação                     | Origem                           | Resultado                               | Ref.    |
| ---------------------------------------- | ----- | ---------------------------- | -------------------------------- | --------------------------------------- | ------- |
| Renata Saldanha de Souza Peixoto         | 32    | Bailarina                    | Fortaleza, Ceará                 | Vencedora em 22 de abril de 2025        | [ 199 ] |
| Guilherme Albuquerque Vilar Lira         | 27    | Fisioterapeuta geriatra      | Olinda, Pernambuco               | 2º lugar em 22 de abril de 2025         | [ 200 ] |
| João Pedro Siqueira Castro               | 21    | Salva-vidas de rodeio        | Goiatuba, Goiás                  | 3º lugar em 22 de abril de 2025         | [ 201 ] |
| Vitória Longaray Strada                  | 28    | Atriz                        | Porto Alegre, Rio Grande do Sul  | 21ª eliminada em 20 de abril de 2025    | [ 202 ] |
| Diego Matias Hypólito                    | 38    | Ginasta                      | Santo André, São Paulo           | 20º eliminado em 17 de abril de 2025    | [ 203 ] |
| Joselma dos Santos Silva                 | 54    | Dona de casa                 | Olinda, Pernambuco               | 19ª eliminada em 15 de abril de 2025    | [ 204 ] |
| Marcus Vinícius do Nascimento Santos     | 28    | Promotor de eventos          | Nazaré, Bahia                    | 18º eliminado em 13 de abril de 2025    | [ 205 ] |
| Maike Allan Cruz Alves                   | 30    | Representante comercial      | São Paulo, São Paulo             | 17º eliminado em 10 de abril de 2025    | [ 206 ] |
| João Gabriel Siqueira Castro             | 21    | Salva-vidas de rodeio        | Goiatuba, Goiás                  | 16º eliminado em 8 de abril de 2025     | [ 207 ] |
| Daniele Matias Hypólito                  | 40    | Ginasta                      | Santo André, São Paulo           | 15ª eliminada em 6 de abril de 2025     | [ 208 ] |
| Vilma Maria Santos de Almeida Nascimento | 68    | Estudante de nutrição        | Aracaju, Sergipe                 | 14ª eliminada em 1 de abril de 2025     | [ 209 ] |
| Eva Pacheco de Oliveira                  | 31    | Bailarina e fisioterapeuta   | Fortaleza, Ceará                 | 13ª eliminada em 30 de março de 2025    | [ 210 ] |
| Aline Marcelle Cruz Patriarca dos Santos | 32    | Policial militar             | Salvador, Bahia                  | 12ª eliminada em 25 de março de 2025    | [ 211 ] |
| Gracyanne Jacobina Barbosa Vieira        | 42    | Empresária e musa fitness    | Campo Grande, Mato Grosso do Sul | 11ª eliminada em 18 de março de 2025    | [ 212 ] |
| Thamiris Maia da Costa Figueiredo        | 33    | Nutricionista                | Rio de Janeiro, Rio de Janeiro   | 10ª eliminada em 11 de março de 2025    | [ 213 ] |
| Camilla Maia da Costa Figueiredo         | 34    | Trancista                    | Rio de Janeiro, Rio de Janeiro   | 9ª eliminada em 4 de março de 2025      | [ 214 ] |
| Diogo Santos de Almeida                  | 40    | Ator e psicólogo             | Rio de Janeiro, Rio de Janeiro   | 8º eliminado em 25 de fevereiro de 2025 | [ 215 ] |
| Mateus Pires Lemos                       | 28    | Arquiteto                    | São José dos Campos, São Paulo   | 7º eliminado em 18 de fevereiro de 2025 | [ 216 ] |
| Gabriel Yoshimoto Miranda                | 30    | Modelo e promotor de eventos | São Paulo, São Paulo             | 6º eliminado em 11 de fevereiro de 2025 | [ 217 ] |
| Giovanna Jacobina dos Reis               | 26    | Veterinária                  | Campo Grande, Mato Grosso do Sul | 5ª eliminada em 4 de fevereiro de 2025  | [ 218 ] |
| Edilberto César Simões                   | 42    | Dono de circo e palhaço      | Elói Mendes, Minas Gerais        | 4º eliminado² em 28 de janeiro de 2025  | [ 219 ] |
| Raissa Faria Simões                      | 19    | Circense                     | Ubá, Minas Gerais                | 3ª eliminada² em 28 de janeiro de 2025  | [ 220 ] |
| Arleane Marques de Oliveira              | 34    | Influenciadora digital       | Manaus, Amazonas                 | 2ª eliminada¹ em 21 de janeiro de 2025  | [ 221 ] |
| Marcelo Prata Bentes                     | 38    | Servidor público             | Manaus, Amazonas                 | 1º eliminado¹ em 21 de janeiro de 2025  | [ 222 ] |

Nota 1: Arleane e Marcelo foram eliminados simultaneamente durante a fase de duplas da temporada, em 21 de janeiro de 2025.

Nota 2: Edilberto e Raissa foram eliminados simultaneamente durante a fase de duplas da temporada, em 28 de janeiro de 2025.

## Histórico
|                          |                          |                          | Semana 0                                            | Semana 1                                           | Semana 2                                               | Semana 3                                            | Semana 4                       | Semana 5                       | Semana 5                    | Semana 6                     | Semana 7                     | Semana 8                      | Semana 9                       | Semana 10                   | Semana 11                     | Semana 11                     | Semana 12                       | Semana 12                         | Semana 13                     | Semana 13                     | Semana 13                     | Semana 13                    | Semana 14                   | Semana 14                       | Semana 14                    | Votos recebidos |  |
| Dia 75                   | Dia 77                   | Dia 82                   | Semana 0                                            | Semana 1                                           | Semana 2                                               | Semana 3                                            | Semana 4                       | Semana 5                       | Semana 5                    | Semana 6                     | Semana 7                     | Semana 8                      | Semana 9                       | Semana 10                   | Dia 84                        | Dia 86                        | Dia 89                          | Dia 89                            | Dia 91                        | Dia 93                        | Dia 96                        | Final                        |                             |                                 |                              | Votos recebidos |  |
| ------------------------ | ------------------------ | ------------------------ | --------------------------------------------------- | -------------------------------------------------- | ------------------------------------------------------ | --------------------------------------------------- | ------------------------------ | ------------------------------ | --------------------------- | ---------------------------- | ---------------------------- | ----------------------------- | ------------------------------ | --------------------------- | ----------------------------- | ----------------------------- | ------------------------------- | --------------------------------- | ----------------------------- | ----------------------------- | ----------------------------- | ---------------------------- | --------------------------- | ------------------------------- | ---------------------------- | --------------- |  |
| Líder                    | Líder                    | Líder                    | (nenhum)                                            | Aline & Vinícius                                   | Diogo & Vilma                                          | Gabriel & Maike                                     | João Gabriel                   | Eva                            | Eva                         | João Pedro                   | Vitória                      | Maike                         | Guilherme                      | Renata                      | Maike                         | Maike                         | Vitória                         | Maike                             | Guilherme                     | João Pedro                    | João Pedro                    | João Pedro                   | João Pedro                  | (nenhum)                        | (nenhum)                     |                 |  |
| Anjo                     | Anjo                     | Anjo                     | (nenhum)                                            | Gabriel & Maike                                    | Daniele & Diego                                        | Aline & Vinícius                                    | Mateus                         | Renata                         | Renata                      | Guilherme                    | Vinícius                     | Joselma                       | João Gabriel                   | João Gabriel                | João Pedro                    | (nenhum)                      | João Gabriel                    | (nenhum)                          | (nenhum)                      | Vinícius                      | Vinícius                      | (nenhum)                     | (nenhum)                    | (nenhum)                        | (nenhum)                     |                 |  |
| Imunizado                | Imunizado                | Imunizado                | (nenhum)                                            | João Gabriel & João Pedro                          | Aline & Vinícius                                       | Guilherme & Joselma                                 | Mateus                         | João Gabriel                   | João Gabriel                | Joselma                      | Aline                        | Guilherme                     | João Pedro                     | João Pedro                  | João Pedro                    | (nenhum)                      | João Gabriel                    | (nenhum)                          | (nenhum)                      | Joselma                       | Joselma                       | (nenhum)                     | (nenhum)                    | (nenhum)                        | (nenhum)                     |                 |  |
| Poder Curinga            | Poder Curinga            | Poder Curinga            | (nenhum)                                            | (nenhum)                                           | (nenhum)                                               | (nenhum)                                            | (nenhum)                       | (nenhum)                       | (nenhum)                    | Camilla                      | Diego                        | Daniele                       | Vinícius                       | Joselma                     | (nenhum)                      | (nenhum)                      | (nenhum)                        | (nenhum)                          | (nenhum)                      | (nenhum)                      | (nenhum)                      | (nenhum)                     | (nenhum)                    | (nenhum)                        | (nenhum)                     |                 |  |
| Big Fone                 | Big Fone                 | Big Fone                 | (nenhum)                                            | (nenhum)                                           | Gabriel & Maike Camilla & Thamiris                     | Eva & Renata                                        | (nenhum)                       | (nenhum)                       | (nenhum)                    | Diogo                        | (nenhum)                     | Daniele                       | (nenhum)                       | Vinícius                    | (nenhum)                      | (nenhum)                      | (nenhum)                        | (nenhum)                          | (nenhum)                      | (nenhum)                      | (nenhum)                      | (nenhum)                     | (nenhum)                    | (nenhum)                        | (nenhum)                     |                 |  |
| Indicado (Big Fone)      | Indicado (Big Fone)      | Indicado (Big Fone)      | (nenhum)                                            | (nenhum)                                           | Daniele & Diego Edilberto & Raissa                     | (nenhum)                                            | (nenhum)                       | (nenhum)                       | (nenhum)                    | Diogo Thamiris Vilma         | (nenhum)                     | (nenhum)                      | (nenhum)                       | Eva Maike                   | (nenhum)                      | (nenhum)                      | (nenhum)                        | (nenhum)                          | (nenhum)                      | (nenhum)                      | (nenhum)                      | (nenhum)                     | (nenhum)                    | João Pedro Renata Vitória       | (nenhum)                     |                 |  |
| Indicado (Contragolpe)   | Indicado (Contragolpe)   | Indicado (Contragolpe)   | (nenhum)                                            | Mateus & Vitória                                   | Guilherme & Joselma                                    | Aline & Vinícius                                    | (nenhum)                       | (nenhum)                       | (nenhum)                    | (nenhum)                     | (nenhum)                     | Aline Gracyanne               | João Gabriel                   | (nenhum)                    | (nenhum)                      | Vinícius                      | (nenhum)                        | (nenhum)                          | Vinícius                      | (nenhum)                      | (nenhum)                      | (nenhum)                     | (nenhum)                    | João Pedro Renata Vitória       | (nenhum)                     |                 |  |
| Indicado (Líder)         | Indicado (Líder)         | Indicado (Líder)         | (nenhum)                                            | Arleane & Marcelo Edilberto & Raissa               | Mateus & Vitória                                       | Daniele & Diego                                     | Aline                          | Mateus                         | Mateus                      | Vitória                      | Renata                       | Vinícius                      | Gracyanne                      | Aline                       | Joselma                       | Diego                         | João Pedro                      | Diego                             | Maike                         | Vitória                       | Vitória                       | Guilherme                    | Vitória                     | João Pedro Renata Vitória       | (nenhum)                     |                 |  |
| Indicado (Casa)          | Indicado (Casa)          | Indicado (Casa)          | (nenhum)                                            | Diogo & Vilma                                      | Daniele & Diego                                        | Diogo & Vilma Giovanna & Gracyanne                  | Diogo Gabriel Vitória          | Aline Guilherme                | Aline Guilherme             | Camilla                      | Camilla Vilma                | Thamiris                      | Daniele Eva                    | Diego Vilma                 | Eva                           | Vilma                         | Maike                           | João Gabriel Vitória              | Renata                        | Renata                        | Vinícius                      | Joselma Renata               | Renata                      | João Pedro Renata Vitória       | (nenhum)                     |                 |  |
| Bate e Volta (Indicados) | Bate e Volta (Indicados) | Bate e Volta (Indicados) | (nenhum)                                            | Diogo & Vilma Mateus & Vitória                     | Daniele & Diego Edilberto & Raissa Guilherme & Joselma | Aline & Vinícius Diogo & Vilma Giovanna & Gracyanne | Diogo Gabriel Vitória          | Aline Diego Guilherme          | Aline Diego Guilherme       | Camilla Diogo Vilma          | Camilla Maike Vilma          | Aline Gracyanne Thamiris      | Daniele Eva João Gabriel       | Diego Maike Vilma           | (nenhum)                      | (nenhum)                      | (nenhum)                        | (nenhum)                          | (nenhum)                      | (nenhum)                      | (nenhum)                      | (nenhum)                     | (nenhum)                    | (nenhum)                        | (nenhum)                     |                 |  |
| Bate e Volta (Salvo)     | Bate e Volta (Salvo)     | Bate e Volta (Salvo)     | (nenhum)                                            | Mateus & Vitória                                   | Guilherme & Joselma                                    | Aline & Vinícius Diogo & Vilma                      | Diogo                          | Diego                          | Diego                       | Camilla                      | Maike                        | Gracyanne                     | João Gabriel                   | Vilma                       | (nenhum)                      | (nenhum)                      | (nenhum)                        | (nenhum)                          | (nenhum)                      | (nenhum)                      | (nenhum)                      | (nenhum)                     | (nenhum)                    | (nenhum)                        | (nenhum)                     |                 |  |
|                          |                          |                          |                                                     |                                                    |                                                        |                                                     |                                |                                |                             |                              |                              |                               |                                |                             |                               |                               |                                 |                                   |                               |                               |                               |                              |                             |                                 |                              |                 |  |
|                          | Renata                   |                          | Ausente                                             | Daniele & Diego                                    | Daniele & Diego                                        | Giovanna & Gracyanne                                | Vitória                        |                                | João Pedro                  | Camilla                      | Camilla                      | Daniele                       | Joselma                        | Líder                       | Daniele                       | Joselma                       | Joselma                         | Vitória                           | Joselma                       | Joselma                       | Vinícius                      | Joselma                      | Guilherme                   | Paredão                         | Vencedora (Dia 100)          | 22              |  |
|                          | Guilherme                |                          | Indicado                                            | Giovanna & Gracyanne                               | Giovanna & Gracyanne                                   | Giovanna & Gracyanne                                | Gabriel                        |                                | Thamiris                    | Camilla                      | Camilla                      | Thamiris                      | Daniele                        | Vilma                       | Eva                           | Vilma                         | Maike                           | João Gabriel                      | Líder                         | Não elegível                  | Vinícius                      | Renata                       | Renata                      | Finalista                       | 2º lugar (Dia 100)           | 11              |  |
|                          | João Pedro               |                          | Ausente                                             | Daniele & Diego                                    | Daniele & Diego                                        | Aline & Vinícius                                    | Vitória                        |                                | Aline                       | Líder                        | Daniele                      | Daniele                       | Daniele                        | Diego                       | Daniele                       | Joselma                       | Guilherme                       | Vitória                           | Joselma                       | Líder                         | Líder                         | Líder                        | Líder                       | Paredão                         | 3º lugar (Dia 100)           | 2               |  |
|                          | Vitória                  |                          | Ausente                                             | Diogo & Vilma                                      | Eva & Renata                                           | Diogo & Vilma                                       | Diogo                          |                                | Joselma                     | Maike                        | Líder                        | Thamiris                      | Eva                            | Vilma                       | Eva                           | Vilma                         | Líder                           | João Gabriel                      | Renata                        | Renata                        | Vinícius                      | Renata                       | Renata                      | Paredão                         | Eliminada (Dia 98)           | 17              |  |
|                          | Diego                    |                          | Ausente                                             | Gabriel & Maike                                    | Eva & Renata                                           | Diogo & Vilma                                       | Gabriel                        |                                | Thamiris                    | Camilla                      | Vilma (×2)                   | Thamiris                      | Eva                            | Vilma                       | Eva                           | Vilma                         | Maike                           | João Gabriel                      | Renata                        | Renata                        | Vinícius                      | Renata                       | Renata                      | Eliminado (Dia 95)              | Eliminado (Dia 95)           | 20              |  |
|                          | Joselma                  |                          | Indicada                                            | Giovanna & Gracyanne                               | Giovanna & Gracyanne                                   | Giovanna & Gracyanne                                | Diogo                          |                                | Vitória                     | Camilla                      | Camilla                      | Thamiris                      | Eva                            | Vilma                       | Eva                           | Vilma                         | Maike                           | João Gabriel                      | Renata                        | Renata                        | Diego                         | Renata                       | Eliminada (Dia 93)          | Eliminada (Dia 93)              | Eliminada (Dia 93)           | 17              |  |
|                          | Vinícius                 |                          | Ausente                                             | Diogo & Vilma                                      | Gabriel & Maike                                        | Giovanna & Gracyanne                                | Diogo                          |                                | Maike                       | Maike                        | Vilma                        | Thamiris                      | Eva                            | Vilma                       | Eva                           | Vilma                         | Maike                           | João Gabriel                      | Renata                        | Não elegível                  | Diego                         | Eliminado (Dia 91)           | Eliminado (Dia 91)          | Eliminado (Dia 91)              | Eliminado (Dia 91)           | 12              |  |
|                          | Maike                    |                          | Ausente                                             | Daniele & Diego                                    | Daniele & Diego                                        | Líder                                               | Vinícius                       |                                | Aline                       | Aline                        | Daniele                      | Líder                         | Daniele                        | Diego                       | Líder                         | Líder                         | Guilherme                       | Líder                             | Joselma                       | Eliminado (Dia 88)            | Eliminado (Dia 88)            | Eliminado (Dia 88)           | Eliminado (Dia 88)          | Eliminado (Dia 88)              | Eliminado (Dia 88)           | 16              |  |
|                          | João Gabriel             |                          | Ausente                                             | Daniele & Diego                                    | Daniele & Diego                                        | Aline & Vinícius                                    | Líder                          |                                | Aline                       | Aline                        | Não elegível                 | Diego                         | Daniele                        | Diego                       | Daniele                       | Joselma                       | Guilherme                       | Vitória                           | Eliminado (Dia 86)            | Eliminado (Dia 86)            | Eliminado (Dia 86)            | Eliminado (Dia 86)           | Eliminado (Dia 86)          | Eliminado (Dia 86)              | Eliminado (Dia 86)           | 7               |  |
|                          | Daniele                  |                          | Ausente                                             | Gabriel & Maike                                    | Eva & Renata                                           | Diogo & Vilma                                       | Diogo                          |                                | Vitória                     | Maike                        | Vilma                        | Thamiris (×2)                 | Eva                            | Vilma                       | Eva                           | Vilma                         | Maike                           | Eliminada (Dia 84)                | Eliminada (Dia 84)            | Eliminada (Dia 84)            | Eliminada (Dia 84)            | Eliminada (Dia 84)           | Eliminada (Dia 84)          | Eliminada (Dia 84)              | Eliminada (Dia 84)           | 24              |  |
|                          | Vilma                    |                          | Ausente                                             | Mateus & Vitória                                   | Daniele & Diego                                        | Giovanna & Gracyanne                                | Vitória                        |                                | Vinícius                    | Camilla                      | Camilla                      | Diego                         | Joselma                        | Diego                       | Daniele                       | Joselma                       | Eliminada (Dia 79)              | Eliminada (Dia 79)                | Eliminada (Dia 79)            | Eliminada (Dia 79)            | Eliminada (Dia 79)            | Eliminada (Dia 79)           | Eliminada (Dia 79)          | Eliminada (Dia 79)              | Eliminada (Dia 79)           | 29              |  |
|                          | Eva                      |                          | Ausente                                             | Daniele & Diego                                    | Daniele & Diego                                        | Giovanna & Gracyanne                                | Camilla                        | Líder                          | Líder                       | Camilla                      | Camilla                      | Daniele                       | Joselma                        | Diego                       | Daniele                       | Eliminada (Dia 77)            | Eliminada (Dia 77)              | Eliminada (Dia 77)                | Eliminada (Dia 77)            | Eliminada (Dia 77)            | Eliminada (Dia 77)            | Eliminada (Dia 77)           | Eliminada (Dia 77)          | Eliminada (Dia 77)              | Eliminada (Dia 77)           | 17              |  |
|                          | Aline                    |                          | Ausente                                             | Diogo & Vilma                                      | Gabriel & Maike                                        | Giovanna & Gracyanne                                | Gabriel                        |                                | Maike                       | Maike                        | João Gabriel                 | Thamiris                      | Eva                            | Vilma                       | Eliminada (Dia 72)            | Eliminada (Dia 72)            | Eliminada (Dia 72)              | Eliminada (Dia 72)                | Eliminada (Dia 72)            | Eliminada (Dia 72)            | Eliminada (Dia 72)            | Eliminada (Dia 72)           | Eliminada (Dia 72)          | Eliminada (Dia 72)              | Eliminada (Dia 72)           | 12              |  |
|                          | Gracyanne                |                          | Ausente                                             | Diogo & Vilma                                      | Eva & Renata                                           | Diogo & Vilma                                       | Diogo                          |                                | Guilherme                   | Renata                       | Vilma                        | Aline                         | Aline                          | Eliminada (Dia 65)          | Eliminada (Dia 65)            | Eliminada (Dia 65)            | Eliminada (Dia 65)              | Eliminada (Dia 65)                | Eliminada (Dia 65)            | Eliminada (Dia 65)            | Eliminada (Dia 65)            | Eliminada (Dia 65)           | Eliminada (Dia 65)          | Eliminada (Dia 65)              | Eliminada (Dia 65)           | 8               |  |
|                          | Thamiris                 |                          | Ausente                                             | Diogo & Vilma                                      | Eva & Renata                                           | Diogo & Vilma                                       | Diogo                          |                                | Guilherme                   | Renata                       | Vilma                        | Joselma                       | Eliminada (Dia 58)             | Eliminada (Dia 58)          | Eliminada (Dia 58)            | Eliminada (Dia 58)            | Eliminada (Dia 58)              | Eliminada (Dia 58)                | Eliminada (Dia 58)            | Eliminada (Dia 58)            | Eliminada (Dia 58)            | Eliminada (Dia 58)           | Eliminada (Dia 58)          | Eliminada (Dia 58)              | Eliminada (Dia 58)           | 11              |  |
|                          | Camilla                  |                          | Ausente                                             | Diogo & Vilma                                      | Eva & Renata                                           | Diogo & Vilma                                       | Diogo                          |                                | Guilherme                   | Renata                       | Vilma                        | Eliminada (Dia 51)            | Eliminada (Dia 51)             | Eliminada (Dia 51)          | Eliminada (Dia 51)            | Eliminada (Dia 51)            | Eliminada (Dia 51)              | Eliminada (Dia 51)                | Eliminada (Dia 51)            | Eliminada (Dia 51)            | Eliminada (Dia 51)            | Eliminada (Dia 51)           | Eliminada (Dia 51)          | Eliminada (Dia 51)              | Eliminada (Dia 51)           | 13              |  |
|                          | Diogo                    |                          | Ausente                                             | Mateus & Vitória                                   | Daniele & Diego                                        | Giovanna & Gracyanne                                | Vitória                        |                                | Vinícius                    | Camilla                      | Eliminado (Dia 44)           | Eliminado (Dia 44)            | Eliminado (Dia 44)             | Eliminado (Dia 44)          | Eliminado (Dia 44)            | Eliminado (Dia 44)            | Eliminado (Dia 44)              | Eliminado (Dia 44)                | Eliminado (Dia 44)            | Eliminado (Dia 44)            | Eliminado (Dia 44)            | Eliminado (Dia 44)           | Eliminado (Dia 44)          | Eliminado (Dia 44)              | Eliminado (Dia 44)           | 16              |  |
|                          | Mateus                   |                          | Ausente                                             | Diogo & Vilma                                      | Eva & Renata                                           | Diogo & Vilma                                       | Diogo                          |                                | Guilherme                   | Eliminado (Dia 37)           | Eliminado (Dia 37)           | Eliminado (Dia 37)            | Eliminado (Dia 37)             | Eliminado (Dia 37)          | Eliminado (Dia 37)            | Eliminado (Dia 37)            | Eliminado (Dia 37)              | Eliminado (Dia 37)                | Eliminado (Dia 37)            | Eliminado (Dia 37)            | Eliminado (Dia 37)            | Eliminado (Dia 37)           | Eliminado (Dia 37)          | Eliminado (Dia 37)              | Eliminado (Dia 37)           | 6               |  |
|                          | Gabriel                  |                          | Ausente                                             | Daniele & Diego                                    | Daniele & Diego                                        | Líder                                               | Guilherme                      | Eliminado (Dia 30)             | Eliminado (Dia 30)          | Eliminado (Dia 30)           | Eliminado (Dia 30)           | Eliminado (Dia 30)            | Eliminado (Dia 30)             | Eliminado (Dia 30)          | Eliminado (Dia 30)            | Eliminado (Dia 30)            | Eliminado (Dia 30)              | Eliminado (Dia 30)                | Eliminado (Dia 30)            | Eliminado (Dia 30)            | Eliminado (Dia 30)            | Eliminado (Dia 30)           | Eliminado (Dia 30)          | Eliminado (Dia 30)              | Eliminado (Dia 30)           | 5               |  |
|                          | Giovanna                 |                          | Ausente                                             | Diogo & Vilma                                      | Eva & Renata                                           | Diogo & Vilma                                       | Eliminada (Dia 23)             | Eliminada (Dia 23)             | Eliminada (Dia 23)          | Eliminada (Dia 23)           | Eliminada (Dia 23)           | Eliminada (Dia 23)            | Eliminada (Dia 23)             | Eliminada (Dia 23)          | Eliminada (Dia 23)            | Eliminada (Dia 23)            | Eliminada (Dia 23)              | Eliminada (Dia 23)                | Eliminada (Dia 23)            | Eliminada (Dia 23)            | Eliminada (Dia 23)            | Eliminada (Dia 23)           | Eliminada (Dia 23)          | Eliminada (Dia 23)              | Eliminada (Dia 23)           | 6               |  |
|                          | Edilberto                |                          | Ausente                                             | Mateus & Vitória                                   | Daniele & Diego                                        | Eliminado (Dia 16)                                  | Eliminado (Dia 16)             | Eliminado (Dia 16)             | Eliminado (Dia 16)          | Eliminado (Dia 16)           | Eliminado (Dia 16)           | Eliminado (Dia 16)            | Eliminado (Dia 16)             | Eliminado (Dia 16)          | Eliminado (Dia 16)            | Eliminado (Dia 16)            | Eliminado (Dia 16)              | Eliminado (Dia 16)                | Eliminado (Dia 16)            | Eliminado (Dia 16)            | Eliminado (Dia 16)            | Eliminado (Dia 16)           | Eliminado (Dia 16)          | Eliminado (Dia 16)              | Eliminado (Dia 16)           | 2               |  |
|                          | Raissa                   |                          | Ausente                                             | Mateus & Vitória                                   | Daniele & Diego                                        | Eliminada (Dia 16)                                  | Eliminada (Dia 16)             | Eliminada (Dia 16)             | Eliminada (Dia 16)          | Eliminada (Dia 16)           | Eliminada (Dia 16)           | Eliminada (Dia 16)            | Eliminada (Dia 16)             | Eliminada (Dia 16)          | Eliminada (Dia 16)            | Eliminada (Dia 16)            | Eliminada (Dia 16)              | Eliminada (Dia 16)                | Eliminada (Dia 16)            | Eliminada (Dia 16)            | Eliminada (Dia 16)            | Eliminada (Dia 16)           | Eliminada (Dia 16)          | Eliminada (Dia 16)              | Eliminada (Dia 16)           | 2               |  |
|                          | Arleane                  |                          | Ausente                                             | Mateus & Vitória                                   | Eliminada (Dia 9)                                      | Eliminada (Dia 9)                                   | Eliminada (Dia 9)              | Eliminada (Dia 9)              | Eliminada (Dia 9)           | Eliminada (Dia 9)            | Eliminada (Dia 9)            | Eliminada (Dia 9)             | Eliminada (Dia 9)              | Eliminada (Dia 9)           | Eliminada (Dia 9)             | Eliminada (Dia 9)             | Eliminada (Dia 9)               | Eliminada (Dia 9)                 | Eliminada (Dia 9)             | Eliminada (Dia 9)             | Eliminada (Dia 9)             | Eliminada (Dia 9)            | Eliminada (Dia 9)           | Eliminada (Dia 9)               | Eliminada (Dia 9)            | 1               |  |
|                          | Marcelo                  |                          | Ausente                                             | Mateus & Vitória                                   | Eliminado (Dia 9)                                      | Eliminado (Dia 9)                                   | Eliminado (Dia 9)              | Eliminado (Dia 9)              | Eliminado (Dia 9)           | Eliminado (Dia 9)            | Eliminado (Dia 9)            | Eliminado (Dia 9)             | Eliminado (Dia 9)              | Eliminado (Dia 9)           | Eliminado (Dia 9)             | Eliminado (Dia 9)             | Eliminado (Dia 9)               | Eliminado (Dia 9)                 | Eliminado (Dia 9)             | Eliminado (Dia 9)             | Eliminado (Dia 9)             | Eliminado (Dia 9)            | Eliminado (Dia 9)           | Eliminado (Dia 9)               | Eliminado (Dia 9)            | 1               |  |
|                          | Nicole                   |                          | Indicada                                            | Eliminada (Dia 1)                                  | Eliminada (Dia 1)                                      | Eliminada (Dia 1)                                   | Eliminada (Dia 1)              | Eliminada (Dia 1)              | Eliminada (Dia 1)           | Eliminada (Dia 1)            | Eliminada (Dia 1)            | Eliminada (Dia 1)             | Eliminada (Dia 1)              | Eliminada (Dia 1)           | Eliminada (Dia 1)             | Eliminada (Dia 1)             | Eliminada (Dia 1)               | Eliminada (Dia 1)                 | Eliminada (Dia 1)             | Eliminada (Dia 1)             | Eliminada (Dia 1)             | Eliminada (Dia 1)            | Eliminada (Dia 1)           | Eliminada (Dia 1)               | Eliminada (Dia 1)            | —               |  |
|                          | Paula                    |                          | Indicada                                            | Eliminada (Dia 1)                                  | Eliminada (Dia 1)                                      | Eliminada (Dia 1)                                   | Eliminada (Dia 1)              | Eliminada (Dia 1)              | Eliminada (Dia 1)           | Eliminada (Dia 1)            | Eliminada (Dia 1)            | Eliminada (Dia 1)             | Eliminada (Dia 1)              | Eliminada (Dia 1)           | Eliminada (Dia 1)             | Eliminada (Dia 1)             | Eliminada (Dia 1)               | Eliminada (Dia 1)                 | Eliminada (Dia 1)             | Eliminada (Dia 1)             | Eliminada (Dia 1)             | Eliminada (Dia 1)            | Eliminada (Dia 1)           | Eliminada (Dia 1)               | Eliminada (Dia 1)            | —               |  |
|                          | Cléber                   |                          | Indicado                                            | Eliminado (Dia 1)                                  | Eliminado (Dia 1)                                      | Eliminado (Dia 1)                                   | Eliminado (Dia 1)              | Eliminado (Dia 1)              | Eliminado (Dia 1)           | Eliminado (Dia 1)            | Eliminado (Dia 1)            | Eliminado (Dia 1)             | Eliminado (Dia 1)              | Eliminado (Dia 1)           | Eliminado (Dia 1)             | Eliminado (Dia 1)             | Eliminado (Dia 1)               | Eliminado (Dia 1)                 | Eliminado (Dia 1)             | Eliminado (Dia 1)             | Eliminado (Dia 1)             | Eliminado (Dia 1)            | Eliminado (Dia 1)           | Eliminado (Dia 1)               | Eliminado (Dia 1)            | —               |  |
|                          | Joseane                  |                          | Indicada                                            | Eliminada (Dia 1)                                  | Eliminada (Dia 1)                                      | Eliminada (Dia 1)                                   | Eliminada (Dia 1)              | Eliminada (Dia 1)              | Eliminada (Dia 1)           | Eliminada (Dia 1)            | Eliminada (Dia 1)            | Eliminada (Dia 1)             | Eliminada (Dia 1)              | Eliminada (Dia 1)           | Eliminada (Dia 1)             | Eliminada (Dia 1)             | Eliminada (Dia 1)               | Eliminada (Dia 1)                 | Eliminada (Dia 1)             | Eliminada (Dia 1)             | Eliminada (Dia 1)             | Eliminada (Dia 1)            | Eliminada (Dia 1)           | Eliminada (Dia 1)               | Eliminada (Dia 1)            | —               |  |
|                          |                          |                          |                                                     |                                                    |                                                        |                                                     |                                |                                |                             |                              |                              |                               |                                |                             |                               |                               |                                 |                                   |                               |                               |                               |                              |                             |                                 |                              |                 |  |
| Notas                    | Notas                    | Notas                    | 1                                                   | 1, 2, 3, 4, 5, 6                                   | 2, 7, 8, 9                                             | 10, 11, 12, 13                                      | 14, 15, 16                     | 17, 18, 19                     | 17, 18, 19                  | 20, 21, 22                   | 23, 24, 25, 26               | 27, 28, 29, 30                | 31, 32, 33, 34                 | 35, 36, 37                  | 38, 39, 40                    | 41, 42                        | 43, 44                          | 45                                | 46                            | 47, 48                        | 47, 48                        |                              |                             |                                 |                              |                 |  |
| Paredão                  | Paredão                  | Paredão                  | Cléber & Joseane Guilherme & Joselma Nicole & Paula | Arleane & Marcelo Diogo & Vilma Edilberto & Raissa | Daniele & Diego Edilberto & Raissa Mateus & Vitória    | Daniele Diego Giovanna Gracyanne                    | Aline Gabriel Vitória          | Aline Guilherme Mateus         | Aline Guilherme Mateus      | Diogo Vilma Vitória          | Camilla Renata Vilma         | Aline Thamiris Vinícius       | Daniele Eva Gracyanne          | Aline Diego Maike           | Eva Joselma Vinícius          | Diego Vilma Vinícius          | Daniele João Pedro Maike        | Diego João Gabriel Vitória        | Maike Renata Vinícius         | Renata Vinícius Vitória       | Renata Vinícius Vitória       | Guilherme Joselma Renata     | Diego Renata Vitória        | João Pedro Renata Vitória       | Guilherme João Pedro Renata  |                 |  |
| Eliminado                | Eliminado                | Eliminado                | Cléber & Joseane 13,74% para entrar                 | Arleane & Marcelo 55,95% para eliminar             | Edilberto & Raissa 50,70% para eliminar                | Giovanna 52,61% para eliminar                       | Gabriel 48,81% para eliminar   | Mateus 65,30% para eliminar    | Mateus 65,30% para eliminar | Diogo 43,93% para eliminar   | Camilla 94,67% para eliminar | Thamiris 61,73% para eliminar | Gracyanne 51,38% para eliminar | Aline 51,73% para eliminar  | Eva 51,35% para eliminar      | Vilma 58,91% para eliminar    | Daniele 50,37% para eliminar    | João Gabriel 51,95% para eliminar | Maike 49,12% para eliminar    | Vinícius 52,69% para eliminar | Vinícius 52,69% para eliminar | Joselma 67,19% para eliminar | Diego 59,77% para eliminar  | Vitória 54,52% para eliminar    | João Pedro 4,72% para vencer |                 |  |
| Eliminado                | Eliminado                | Eliminado                | Nicole & Paula 19,86% para entrar                   | Arleane & Marcelo 55,95% para eliminar             | Edilberto & Raissa 50,70% para eliminar                | Giovanna 52,61% para eliminar                       | Gabriel 48,81% para eliminar   | Mateus 65,30% para eliminar    | Mateus 65,30% para eliminar | Diogo 43,93% para eliminar   | Camilla 94,67% para eliminar | Thamiris 61,73% para eliminar | Gracyanne 51,38% para eliminar | Aline 51,73% para eliminar  | Eva 51,35% para eliminar      | Vilma 58,91% para eliminar    | Daniele 50,37% para eliminar    | João Gabriel 51,95% para eliminar | Maike 49,12% para eliminar    | Vinícius 52,69% para eliminar | Vinícius 52,69% para eliminar | Joselma 67,19% para eliminar | Diego 59,77% para eliminar  | Vitória 54,52% para eliminar    | Guilherme 43,38% para vencer |                 |  |
| Outras %                 | Outras %                 | Outras %                 | Guilherme & Joselma 66,40% para entrar              | Diogo & Vilma 36% para eliminar                    | Mateus & Vitória 43,51% para eliminar                  | Gracyanne 25,86% para eliminar                      | Vitória 42,88% para eliminar   | Aline 24,63% para eliminar     | Aline 24,63% para eliminar  | Vitória 32,61% para eliminar | Renata 2,74% para eliminar   | Aline 35,97% para eliminar    | Eva 43,60% para eliminar       | Maike 47,34% para eliminar  | Vinícius 44,52% para eliminar | Vinícius 39,69% para eliminar | João Pedro 45,38% para eliminar | Diego 45,76% para eliminar        | Vinícius 48,02% para eliminar | Renata 46,23% para eliminar   | Renata 46,23% para eliminar   | Renata 30,39% para eliminar  | Renata 39,26% para eliminar | João Pedro 38,92% para eliminar | Renata 51,90% para vencer    |                 |  |
| Outras %                 | Outras %                 | Outras %                 | Guilherme & Joselma 66,40% para entrar              | Diogo & Vilma 36% para eliminar                    | Mateus & Vitória 43,51% para eliminar                  | Daniele 17,07% para eliminar                        | Vitória 42,88% para eliminar   | Aline 24,63% para eliminar     | Aline 24,63% para eliminar  | Vitória 32,61% para eliminar | Renata 2,74% para eliminar   | Aline 35,97% para eliminar    | Eva 43,60% para eliminar       | Maike 47,34% para eliminar  | Vinícius 44,52% para eliminar | Vinícius 39,69% para eliminar | João Pedro 45,38% para eliminar | Diego 45,76% para eliminar        | Vinícius 48,02% para eliminar | Renata 46,23% para eliminar   | Renata 46,23% para eliminar   | Renata 30,39% para eliminar  | Renata 39,26% para eliminar | João Pedro 38,92% para eliminar | Renata 51,90% para vencer    |                 |  |
| Outras %                 | Outras %                 | Outras %                 | Guilherme & Joselma 66,40% para entrar              | Edilberto & Raissa 8,05% para eliminar             | Daniele & Diego 5,79% para eliminar                    | Aline 8,31% para eliminar                           | Guilherme 10,07% para eliminar | Guilherme 10,07% para eliminar | Vilma 23,46% para eliminar  | Vilma 2,59% para eliminar    | Vinícius 2,30% para eliminar | Daniele 5,02% para eliminar   | Diego 0,93% para eliminar      | Joselma 4,13% para eliminar | Diego 1,40% para eliminar     | Maike 4,25% para eliminar     | Vitória 2,29% para eliminar     | Renata 2,86% para eliminar        | Vitória 1,08% para eliminar   | Vitória 1,08% para eliminar   | Guilherme 2,42% para eliminar | Vitória 0,97% para eliminar  | Renata 6,56% para eliminar  |                                 | Renata 51,90% para vencer    |                 |  |
| Outras %                 | Outras %                 | Outras %                 | Guilherme & Joselma 66,40% para entrar              | Edilberto & Raissa 8,05% para eliminar             | Daniele & Diego 5,79% para eliminar                    | Aline 8,31% para eliminar                           | Guilherme 10,07% para eliminar | Guilherme 10,07% para eliminar | Vilma 23,46% para eliminar  | Vilma 2,59% para eliminar    | Vinícius 2,30% para eliminar | Daniele 5,02% para eliminar   | Diego 0,93% para eliminar      | Joselma 4,13% para eliminar | Diego 1,40% para eliminar     | Maike 4,25% para eliminar     | Vitória 2,29% para eliminar     | Renata 2,86% para eliminar        | Vitória 1,08% para eliminar   | Vitória 1,08% para eliminar   | Guilherme 2,42% para eliminar | Vitória 0,97% para eliminar  | Renata 6,56% para eliminar  | Diego 4,46% para eliminar       | Renata 51,90% para vencer    |                 |  |
| Votos                    | Votos                    | Votos                    | 2.498.763                                           | 6.518.180                                          | 32.317.620                                             | 15.522.296                                          | 28.846.680                     | 12.731.866                     | 12.731.866                  | 75.179.408                   | 26.341.897                   | 30.601.080                    | 119.743.011                    | 209.254.975                 | 192.551.976                   | 103.726.845                   | 85.364.342                      | 47.194.466                        | 120.892.493                   | 136.259.718                   | 136.259.718                   | 56.941.556                   | 103.742.694                 | 88.891.444                      | 178.478.637                  |                 |  |

### Legenda
|  | Grupo Pipoca |  | Grupo Camarote |  | Votação Popular |

### VIP / Xepa
|              | Sem 1 | Sem 1  | Sem 21 | Sem 3 | Sem 42, 3 | Sem 42, 3 | Sem 54, 5, 6 | Sem 54, 5, 6 | Sem 6 | Sem 77 | Sem 8 | Sem 98 | Sem 109 | Sem 109 | Sem 11 | Sem 11 | Sem 12 | Sem 12 | Sem 12 | Sem 13 | Sem 13 | Sem 13 | Sem 14 |
| Dia 1        | Dia 4 | Dia 74 | Sem 21 | Sem 3 | Sem 42, 3 | Sem 42, 3 | Sem 54, 5, 6 | Sem 54, 5, 6 | Sem 6 | Sem 77 | Sem 8 | Sem 98 | Sem 109 | Sem 109 | Dia 77 | Dia 81 | Dia 84 | Dia 86 | Dia 88 | Dia 91 | Dia 93 | Dia 96 |        |
| ------------ | ----- | ------ | ------ | ----- | --------- | --------- | ------------ | ------------ | ----- | ------ | ----- | ------ | ------- | ------- | ------ | ------ | ------ | ------ | ------ | ------ | ------ | ------ | ------ |
| Renata       | VIP   | VIP    | Xepa   | VIP   | TcN       | Xepa      | Xepa         | TcN          | VIP   | Xepa   | Xepa  | VIP    | TcN     | VIP     | Xepa   | VIP    | Xepa   | VIP    | Xepa   | VIP    | VIP    | VIP    | VIP    |
| Guilherme    | VIP   | VIP    | Xepa   | Xepa  | TcN       | Xepa      | Xepa         | TcN          | Xepa  | Xepa   | Xepa  | VIP    | VIP     | VIP     | Xepa   | Xepa   | Xepa   | Xepa   | VIP    | Xepa   | Xepa   | Xepa   | VIP    |
| João Pedro   | VIP   | Xepa   | VIP    | VIP   | TcN       | VIP       | Xepa         | TcN          | VIP   | Xepa   | VIP   | Xepa   | TcN     | Xepa    | VIP    | Xepa   | Xepa   | VIP    | Xepa   | VIP    | VIP    | VIP    | VIP    |
| Vitória      | VIP   | Xepa   | Xepa   | Xepa  | TcN       | Xepa      | Xepa         | TcN          | Xepa  | VIP    | Xepa  | Xepa   | TcN     | Xepa    | Xepa   | Xepa   | VIP    | Xepa   | Xepa   | Xepa   | Xepa   | Xepa   | VIP    |
| Diego        | VIP   | Xepa   | Xepa   | Xepa  | TcN       | Xepa      | Xepa         | TcN          | Xepa  | VIP    | Xepa  | Xepa   | TcN     | Xepa    | Xepa   | Xepa   | VIP    | Xepa   | Xepa   | Xepa   | Xepa   | Xepa   |        |
| Joselma      | VIP   | VIP    | Xepa   | Xepa  | TcN       | VIP       | Xepa         | TcN          | VIP   | Xepa   | Xepa  | VIP    | VIP     | VIP     | Xepa   | Xepa   | Xepa   | Xepa   | VIP    | Xepa   | VIP    |        |        |
| Vinícius     | VIP   | VIP    | Xepa   | Xepa  | TcN       | Xepa      | VIP          | TcN          | Xepa  | VIP    | Xepa  | Xepa   | VIP     | VIP     | Xepa   | Xepa   | Xepa   | Xepa   | Xepa   | VIP    |        |        |        |
| Maike        | VIP   | Xepa   | VIP    | VIP   | TcN       | VIP       | VIP          | TcN          | VIP   | Xepa   | VIP   | Xepa   | TcN     | Xepa    | VIP    | VIP    | Xepa   | VIP    | Xepa   |        |        |        |        |
| João Gabriel | VIP   | Xepa   | VIP    | VIP   | TcN       | VIP       | Xepa         | TcN          | VIP   | Xepa   | VIP   | Xepa   | TcN     | Xepa    | VIP    | Xepa   | Xepa   | Xepa   |        |        |        |        |        |
| Daniele      | VIP   | Xepa   | Xepa   | Xepa  | TcN       | Xepa      | Xepa         | TcN          | Xepa  | Xepa   | Xepa  | VIP    | TcN     | Xepa    | Xepa   | Xepa   | VIP    |        |        |        |        |        |        |
| Vilma        | Xepa  | Xepa   | VIP    | Xepa  | TcN       | Xepa      | VIP          | TcN          | Xepa  | Xepa   | VIP   | Xepa   | TcN     | Xepa    | VIP    | VIP    |        |        |        |        |        |        |        |
| Eva          | VIP   | VIP    | Xepa   | VIP   | TcN       | Xepa      | VIP          | TcN          | Xepa  | Xepa   | Xepa  | Xepa   | TcN     | VIP     | Xepa   |        |        |        |        |        |        |        |        |
| Aline        | VIP   | VIP    | Xepa   | Xepa  | TcN       | Xepa      | VIP          | TcN          | Xepa  | Xepa   | Xepa  | VIP    | TcN     | Xepa    |        |        |        |        |        |        |        |        |        |
| Gracyanne    | VIP   | Xepa   | Xepa   | Xepa  | VIP       | VIP       | Xepa         | TcN          | Xepa  | Xepa   | Xepa  | Xepa   |         |         |        |        |        |        |        |        |        |        |        |
| Thamiris     | Xepa  | VIP    | Xepa   | Xepa  | TcN       | Xepa      | Xepa         | TcN          | Xepa  | VIP    | Xepa  |        |         |         |        |        |        |        |        |        |        |        |        |
| Camilla      | Xepa  | VIP    | Xepa   | Xepa  | TcN       | Xepa      | Xepa         | TcN          | Xepa  | Xepa   |       |        |         |         |        |        |        |        |        |        |        |        |        |
| Diogo        | Xepa  | Xepa   | VIP    | Xepa  | TcN       | Xepa      | Xepa         | TcN          | Xepa  |        |       |        |         |         |        |        |        |        |        |        |        |        |        |
| Mateus       | VIP   | Xepa   | Xepa   | Xepa  | TcN       | Xepa      | Xepa         | TcN          |       |        |       |        |         |         |        |        |        |        |        |        |        |        |        |
| Gabriel      | VIP   | Xepa   | VIP    | VIP   | TcN       | VIP       |              |              |       |        |       |        |         |         |        |        |        |        |        |        |        |        |        |
| Giovanna     | VIP   | Xepa   | Xepa   | Xepa  |           |           |              |              |       |        |       |        |         |         |        |        |        |        |        |        |        |        |        |
| Edilberto    | VIP   | Xepa   | VIP    |       |           |           |              |              |       |        |       |        |         |         |        |        |        |        |        |        |        |        |        |
| Raissa       | VIP   | Xepa   | VIP    |       |           |           |              |              |       |        |       |        |         |         |        |        |        |        |        |        |        |        |        |
| Arleane      | Xepa  | Xepa   |        |       |           |           |              |              |       |        |       |        |         |         |        |        |        |        |        |        |        |        |        |
| Marcelo      | Xepa  | Xepa   |        |       |           |           |              |              |       |        |       |        |         |         |        |        |        |        |        |        |        |        |        |

- Nota 1: Na Semana 2, Gabriel & Maike foram transferidos para a Xepa após serem escolhidos por Daniele & Diego para cumprir o Castigo do Monstro.[143]
- Nota 2: Na Semana 4, Gracyanne, vinda do Quarto Secreto, foi automaticamente para o VIP.[67]
- Nota 3: Na Semana 4, os participantes foram para o Tá com Nada após descumprirem a regra da dinâmica "Freeze", onde todos deveriam se manter parados durante o regresso de Gracyanne, e a casa toda foi para o Tá com Nada, permanecendo por tempo indeterminado, exceto Gracyanne que permaneceu no VIP.[71] O Líder da semana, João Gabriel, dividiu a casa entre o VIP e a Xepa que entrou em vigor no final da tarde de sábado, 8 de fevereiro de 2025.[72]
- Nota 4: Na Semana 5, João Gabriel, João Pedro e Renata foram automaticamente para a Xepa após descumprirem uma regra da Prova do Líder e serem desclassificados antes do início da prova.[285]
- Nota 5: Na Semana 5, Joselma e Camilla foram automaticamente para a Xepa após pegarem o envelope com a referida consequência ao deixar a Prova do Líder.[286][287]
- Nota 6: Na Semana 5, em 16 de fevereiro, o Vacilômetro atingiu seu limite de punições e todos os participantes foram punidos por esgotarem o estoque de água, ficando abaixo do limite mínimo do somatório de estalecas, e a casa toda foi para o Tá com Nada.[288]
- Nota 7: Na Semana 7, Vinícius foi automaticamente para o VIP, após vencer o desafio no Quarto do Desafio.[77]
- Nota 8: Na Semana 9, Renata foi automaticamente para o VIP, após um sorteio na dinâmica da Vitrine do Seu Fifi.[289]
- Nota 9: Na Semana 10, os participantes foram todos para o Tá com Nada, após decisão de Joselma no Pegar ou Guardar, exceto ela, Guilherme e Vinícius.[290]

## Classificação geral
| Pos.  | Participante          | Meio de indicação                       | % dos votos | Eliminado em |
| ----- | --------------------- | --------------------------------------- | ----------- | ------------ |
| 1     | Renata Saldanha       | Finalista                               | 51,90%      | –            |
| 2     | Guilherme Vilar       | Finalista                               | 43,38%      | –            |
| 3     | João Pedro Siqueira   | Finalista                               | 4,72%       | –            |
| 4     | Vitória Strada        | Prova do Finalista                      | 54,52%      | Semana 14    |
| 5     | Diego Hypólito        | Prova do Líder                          | 59,77%      | Semana 14    |
| 6     | Joselma Silva         | Casa (1 voto)                           | 67,19%      | Semana 13    |
| 7     | Vinícius Nascimento   | Casa (4 votos)                          | 52,69%      | Semana 13    |
| 8     | Maike Cruz            | Líder (Guilherme)                       | 49,12%      | Semana 13    |
| 9     | João Gabriel Siqueira | Casa (5 votos)                          | 51,95%      | Semana 12    |
| 10    | Daniele Hypólito      | Indicação em Consenso (Joselma e Maike) | 50,37%      | Semana 12    |
| 11    | Vilma Nascimento      | Casa (6 votos)                          | 58,91%      | Semana 11    |
| 12    | Eva Pacheco           | Casa (6 votos)                          | 51,35%      | Semana 11    |
| 13    | Aline Patriarca       | Líder (Renata)                          | 51,73%      | Semana 10    |
| 14    | Gracyanne Barbosa     | Líder (Guilherme)                       | 51,38%      | Semana 9     |
| 15    | Thamiris Maia         | Casa (8 votos)                          | 61,73%      | Semana 8     |
| 16    | Camilla Maia          | Casa (5 votos)                          | 94,67%      | Semana 7     |
| 17    | Diogo Almeida         | Big Fone (Diogo)                        | 43,93%      | Semana 6     |
| 18    | Mateus Pires          | Líder (Eva)                             | 65,30%      | Semana 5     |
| 19    | Gabriel Yoshimoto     | Casa (3 votos)                          | 48,81%      | Semana 4     |
| 20    | Giovanna Jacobina     | Casa (4 votos)                          | 52,61%      | Semana 3     |
| 21–22 | Edilberto Simões      | Big Fone (Camilla & Thamiris)           | 50,70%      | Semana 2     |
| 21–22 | Raissa Simões         | Big Fone (Camilla & Thamiris)           | 50,70%      | Semana 2     |
| 23–24 | Arleane Marques       | Líderes (Aline & Vinícius)              | 55,95%      | Semana 1     |
| 23–24 | Marcelo Prata         | Líderes (Aline & Vinícius)              | 55,95%      | Semana 1     |
| 25–28 | Nicole Oliveira       | Disputa pelas últimas vagas             | 19,86%      | Semana 0     |
| 25–28 | Paula Oliveira        | Disputa pelas últimas vagas             | 19,86%      | Semana 0     |
| 25–28 | Cléber Santana        | Disputa pelas últimas vagas             | 13,74%      | Semana 0     |
| 25–28 | Joseane Monteiro      | Disputa pelas últimas vagas             | 13,74%      | Semana 0     |

## Audiência
- Os dados são providos pelo Kantar IBOPE Media e se referem ao público da Grande São Paulo.

| Data de transmissão | SEG             | TER             | QUA             | QUI             | SEX             | SÁB             | DOM             | Média semanal |
| ------------------- | --------------- | --------------- | --------------- | --------------- | --------------- | --------------- | --------------- | ------------- |
| 13/01 a 19/01/2025  | 17,0            | 16,2            | 16,7            | 16,0            | 17,0            | 16,1            | 12,7            | 16,0          |
| 20/01 a 26/01/2025  | 16,9            | 16,9            | 16,0            | 17,0            | 17,8            | 15,3            | 13,4            | 16,2          |
| 27/01 a 02/02/2025  | 17,2            | 16,7            | 18,1            | 15,9            | 18,5            | 15,4            | 13,0            | 16,4          |
| 03/02 a 09/02/2025  | 17,4            | 16,9            | 16,4            | 16,2            | 17,0            | 17,9            | 14,1            | 16,6          |
| 10/02 a 16/02/2025  | 17,0            | 16,9            | 14,3            | 17,2            | 17,6            | 16,0            | 14,8            | 16,3          |
| 17/02 a 23/02/2025  | 17,9            | 16,0            | 12,1            | 16,9            | 15,8            | 15,2            | 14,4            | 15,4          |
| 24/02 a 02/03/2025  | 17,3            | 18,0            | 13,8            | 17,5            | 18,0            | 17,0            | 11,9            | 16,2          |
| 03/03 a 09/03/2025  | 18,3            | 19,7            | 11,6            | 18,0            | 18,3            | 16,2            | 14,1            | 16,6          |
| 10/03 a 16/03/2025  | 15,0            | 17,8            | 14,8            | 17,7            | 18,2            | 17,4            | 13,9            | 16,4          |
| 17/03 a 23/03/2025  | 17,9            | 17,2            | 18,0            | 13,2            | 15,8            | 16,5            | 13,3            | 15,9          |
| 24/03 a 30/03/2025  | 17,5            | 15,9            | 18,3            | 11,7            | 18,5            | 14,4            | 15,0            | 15,9          |
| 31/03 a 06/04/2025  | 18,5            | 18,0            | 11,8            | 16,8            | 18,1            | 16,2            | 13,4            | 16,1          |
| 07/04 a 13/04/2025  | 16,4            | 16,4            | 11,1            | 17,2            | 17,9            | 16,7            | 13,8            | 15,6          |
| 14/04 a 20/04/2025  | 17,9            | 18,6            | 11,0            | 18,1            | 17,0            | 16,1            | 13,1            | 15,9          |
| 21/04 a 22/04/2025  | 14,7            | 17,6            | —               | —               | —               | —               | —               | 16,1          |
| 13/01 a 22/04/2025  | Média da edição | Média da edição | Média da edição | Média da edição | Média da edição | Média da edição | Média da edição | 16,1          |

- Em 2025, cada ponto representa 77,4 mil domicílios ou 199,3 mil pessoas na Grande São Paulo.[391]